# 台鐵EMU100型電聯車
台鐵EMU100型電聯車是臺鐵首款交流電驅動的中長途客運電聯車，也是臺灣鐵路首次採用電聯車。此車型是從英國引進，1978年8月15日起以自強號之名開始營運。

## 概要

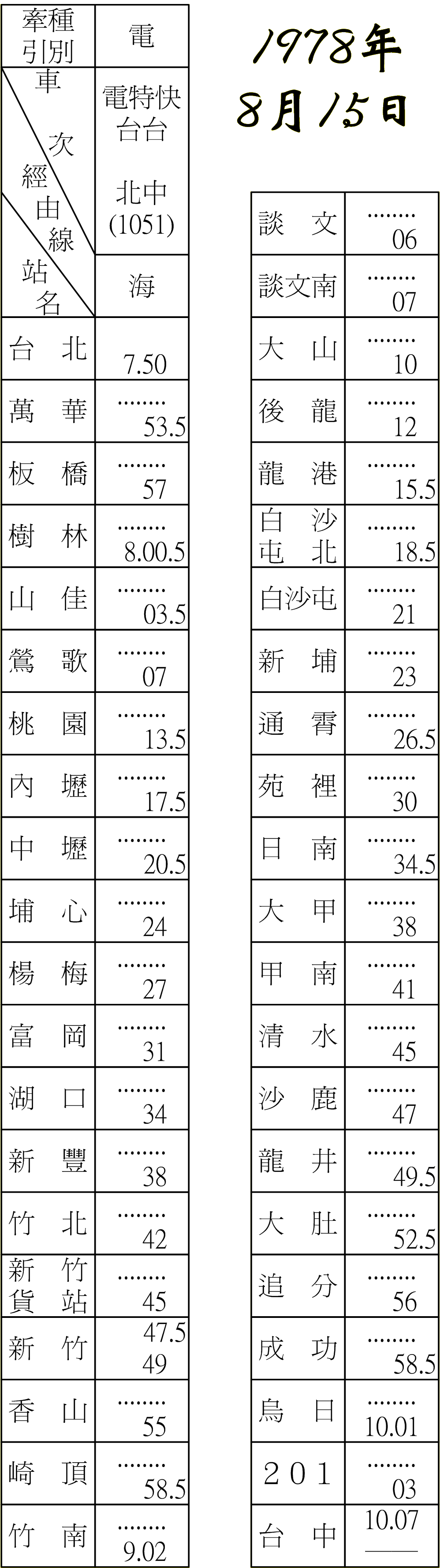
EMU100的第一份時刻表

臺灣從1977年開始對西部幹線實施縱貫線鐵路電氣化工程，臺鐵除了從美國通用電氣公司購入E200型、E300型電力機車的同時，向英國通用電氣公司（GEC）購入E100型電力機車以及13組65輛的EMU100型電聯車。
EMU100型由英國鐵路工程公司以及英國通用電氣公司（GEC）基于“英国铁路2型客车”設計，1977年2月由英國鐵路工程公司位於約克的工廠進行承造，1978年1月至10月經海運抵達台灣，並且進行一連串的試運轉後，在1978年8月15日開始運轉，並取代原本由DR2700型柴油車所行駛的光華號。然而列車行駛不到1個月就出現空調系統與機電系統故障的問題，加上電源車的主變壓器過重，導致轉向架強度減弱，影響到列車的行車安全緣故，因此全面將EMU100型停用，台鐵以及英國鐵路工程公司互相進行修改架構，經過4個月的改善之下，1979年1月2日重新開始營運，到了同年的7月1日西部幹線全線電氣化通車，EMU100型自強號以每小時120公里的速度，以4小時10分的時間跑完台北至高雄全程，打破了DR2700型柴油車所行駛的光華號的紀錄。2000年後，因為EMU100機械老化，故障率偏高且原廠零件多已停產，逐漸退出正班車次，2010年後僅作為備用車，現在已經全數除籍，除少數保留作為鐵路文物外，其餘均已被解體。

## 規格與構造

### 編組體系
EMU100型以5輛為1組，而動拖比為1M4T，平常使用2個編組共10輛，而最多能夠連結至3組共15輛。EMU100型列車從高雄到台北方向開始連結，分別是駕駛電源拖車EP100型、馬達車EM100型、兩輛無動力拖車ET100型、以及駕駛拖車ED100型。馬達車較有噪音，拖車則是整組車最安靜的。多組行駛時一般是由ED車接另一組EP車行駛，順行端為ED車，逆行端為EP車。但亦曾出現2組車之ED車相接，順行端和逆行端均為EP車的情況。
EMU100型是台鐵唯一採5輛1組的動力分散式列車車型，後續自強號電聯車車型EMU200型與EMU300型均為3輛1組，通勤電聯車EMU400型、EMU500型與EMU600型均為4輛1組，自強號柴聯車均為3輛1組。

### 車體

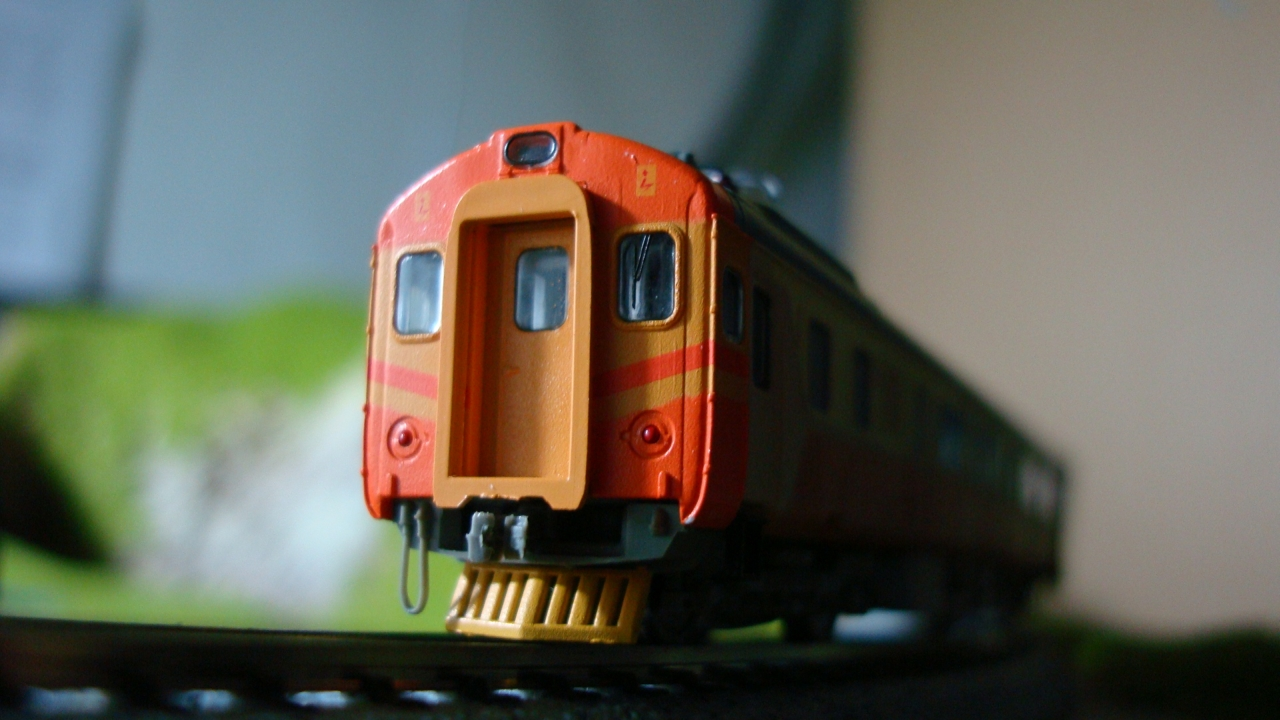
EMU100的N比例鐵道模型

EMU100型的車體採用碳鋼製作，在車體的外型採用英國城際列車的圓弧設計，車輛外觀塗裝以英國標準BS色碼：ASH GREY（色碼：BS4800 00 A 01）、CREAM（色碼：BS381C 352）、LIGHT STONE（色碼：BS381C 361）及CARAMEL/BRACKEN（色碼：BS4800 08C 37）等4種顏色組合而成的啞鈴式塗裝，1981年發生頭前溪事故之後，臺鐵將車頭的塗裝改為橘紅色與黃色貓頭鷹警示色，用來提醒前方的行人注意，後來EMU200型以及EMU300型延續相同的塗裝。在2009年8月15日的活動當中，臺鐵將兩列EMU100型列車編組塗上開業時的塗裝。
每輛車設置1組車門，使用手動摺疊門。為了能夠在事故時疏散乘客，EMU100在客室前端兩側各設有1道逃生門，空調系統安裝在一側車廂端面的通道旁。由於單一車門的上下車速度較慢，以及落地式空調系統占用的空間較大的緣故，台鐵後續引進的各型電聯車均將空調設計在車頂，EMU100型成為台鐵唯一將空調設在車廂端面的電聯車。

### 客室設備
座椅採用法國康平公司製造的斜椅，採用每行2+2的座位配置，座椅距離為1,150毫米，可以調整角度及旋轉，而最初絲絨椅套的顏色採用翠綠色、淺咖啡色以及紫色，後來在改裝之後逐漸統一改用藍色絲絨椅套。座位上方設置叫人燈，可以呼叫服務人員，隨著臺鐵的人事精簡化，叫人燈也跟著停用。
後來臺鐵在1991年7月6日嘗試推出類似日本的綠色車廂的商務車廂服務，挑了3部ET拖車將座位改為較寬的座椅，並採用每行2+1的座位配置及設置公共電話，費率為每公里2.68元（當時自強號費率為每公里1.89元），台北—高雄票價為999元。但由於營運不佳因此在1992年3月31日結束商務車廂的運用，並改回原來的配置。

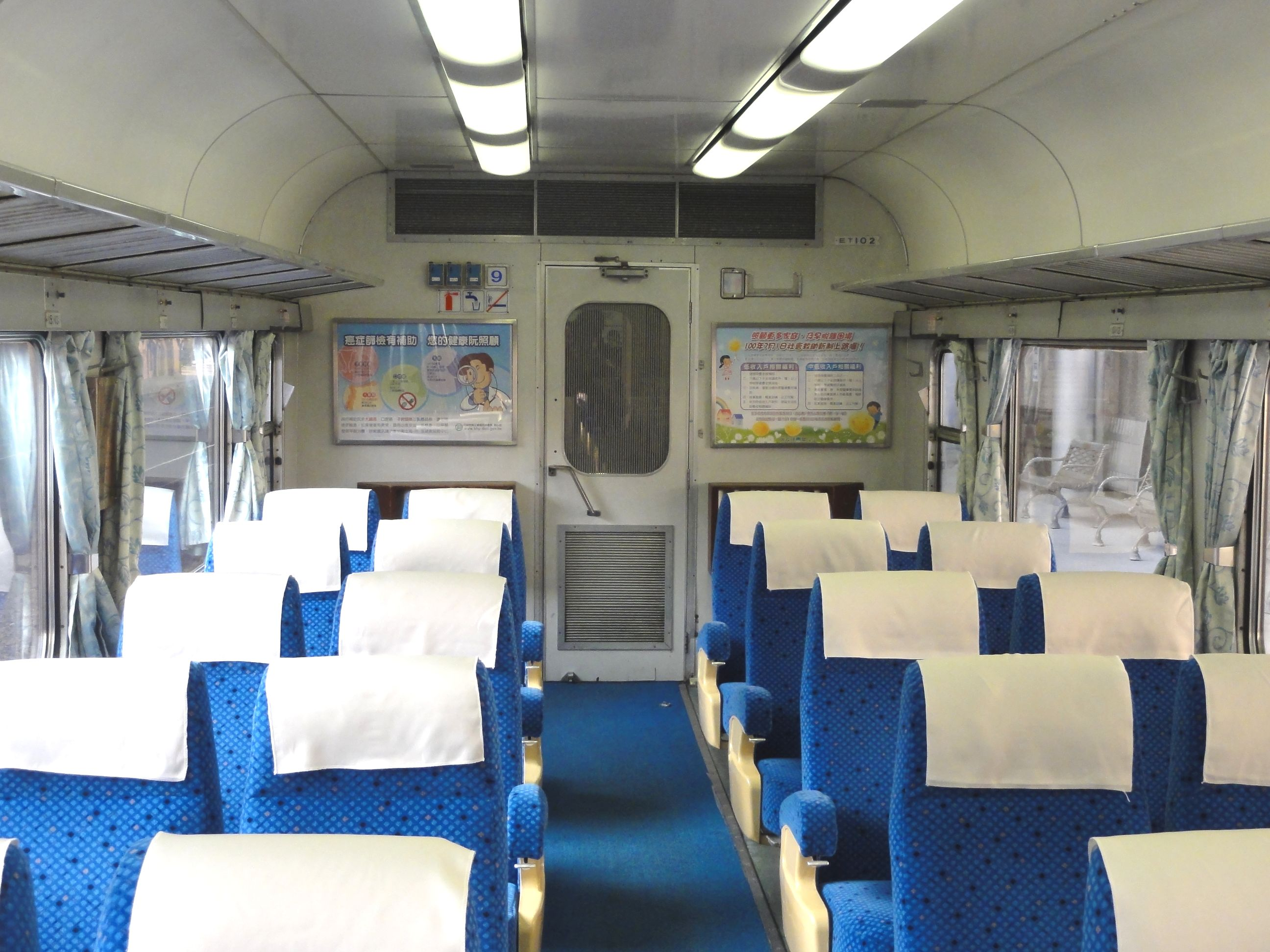
客室內部
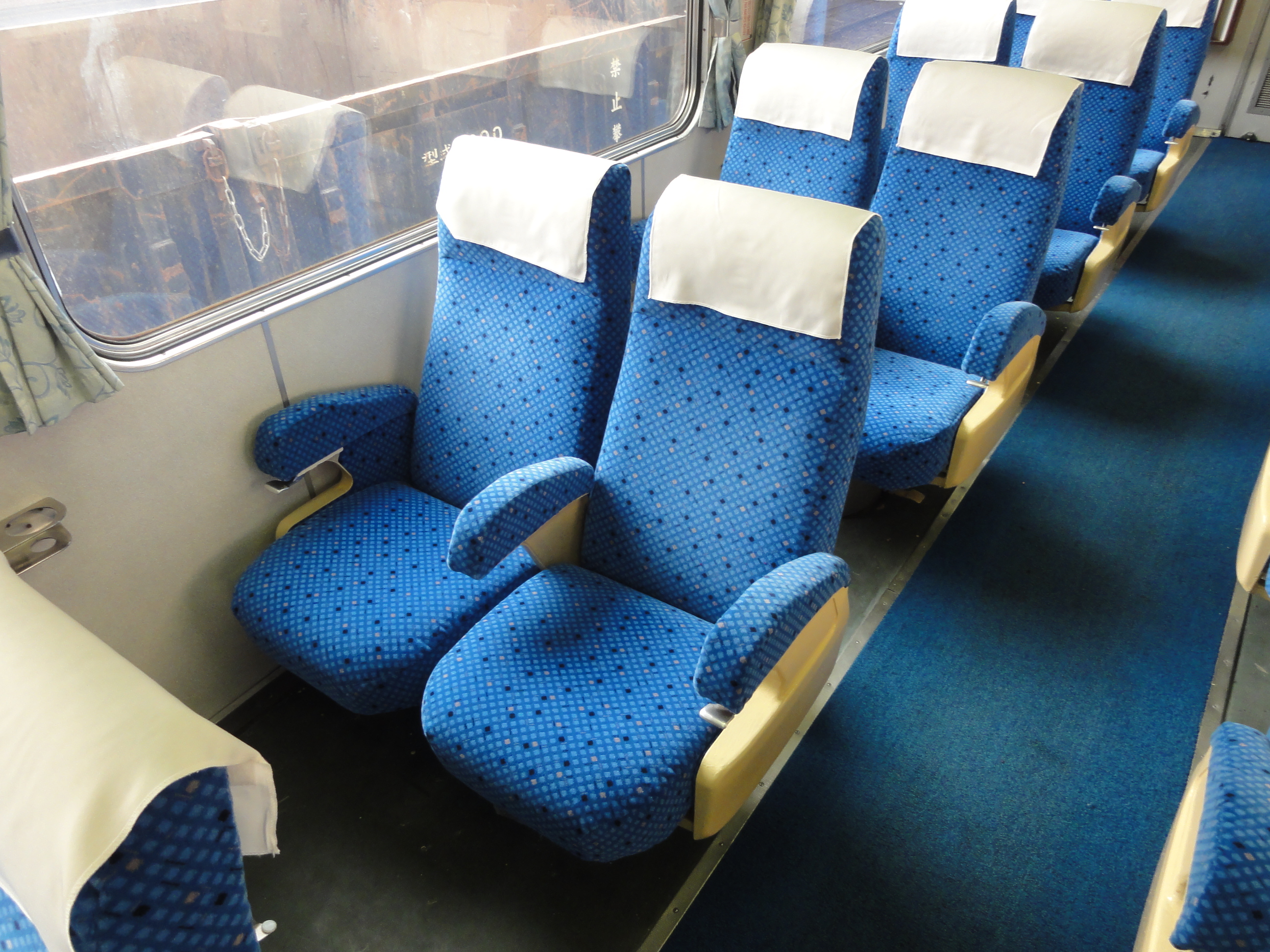
座位
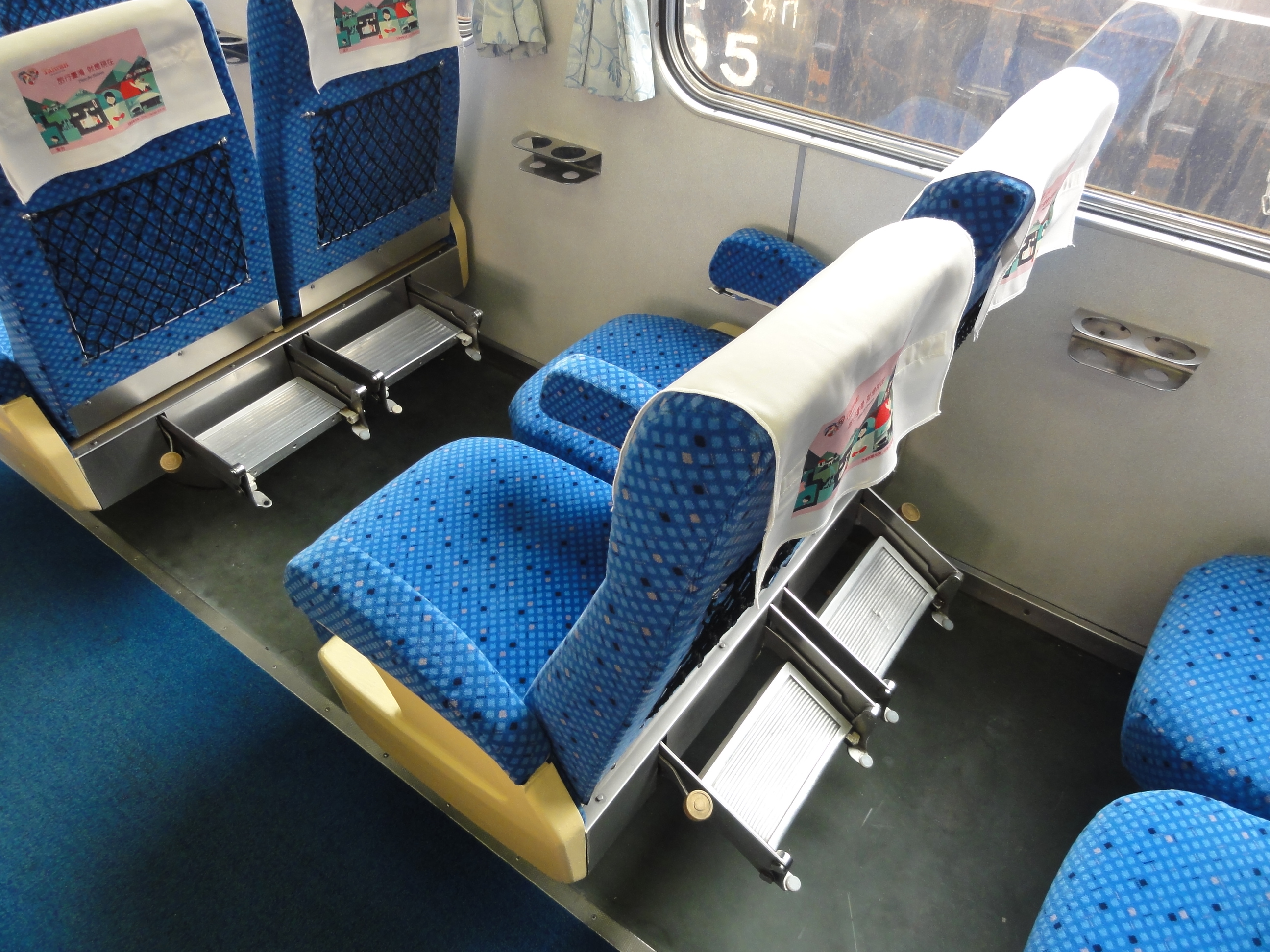
座位背面

### 機電
EMU100型的機電系統採用英國通用電氣公司（GEC）製造，電動機採用總輸出功率為1275kW，相當於1710hp的牽引力，可以以1輛動力車牽引4輛列車，經常因為動力車馬達故障而產生牽引力不足的情況，時常需要加掛輔助機車來行駛，而後來引進的EMU200型以及EMU300型改為兩輛動力車（2M1T）。列車的供電採用馬達交流發電機組（MA-set），提供冷氣機以及電燈所需的電力。集電弓引進時採用雙臂式集電弓，由於維修不易的緣故，從2000年開始逐漸改為單臂式集電弓。

### 轉向架與制軔
轉向架採用英國鐵路工程公司製造的B.R BX1型轉向架，第1層懸吊為軸彈簧採用英國雪佛龍橡膠彈簧（Chevron Rubber Spring），第2層懸吊為空氣彈簧，為了防止車輛產生蛇行而裝設了車廂減擺器。EMU100型的制軔系統採用西屋空氣制軔製造的電軔與氣軔並用系統。

### 保安裝置
EMU100型的鐵路安全裝置最初引進時裝設自動列車警報裝置（AWS）以及自動列車停止裝置（ATS—SN以及ATS—P），後來發生多次列車事故，臺鐵在2006年引進龐巴迪製的列車自動保護系統（ATP），相當於歐洲鐵路交通管理系統等級一規範）簡稱ERTMS是歐洲鐵路的保安裝置，其中包含了歐洲列車控制系統（ETCS）。並且加入行車無線電話，將原有的自動列車警報裝置移除。

## 形式說明
EMU100型的列車編組為1組5輛，實際運用時常以2組10輛作為編組，3組15輛的情形只有在連續假期或是特殊節日等運量需求較大時才會出現。改為不定期加班車行駛後，初期營運編組為3組15輛，後期配合車站月台長度及旅客上下車安全及便利性，編組改回2組10輛，並將其中1組5輛定位為備用車。因1組5輛不是10輛就是15輛的列車運用彈性不足，故後續的台鐵柴聯車、EMU200型及EMU300型均改為3輛1組。
50EP100型
駕駛電源車，車頂上設置集電弓，車頭面向高雄方向開始連結編組，一共13輛，EP101—113。
55EM100型
馬達車，一共13輛，EM101—113。
40ET100型
無動力拖車，一共26輛，ET101—126。
40ED100型
駕駛拖車，車頭面向台北方向連結，一共13輛，ED101—113。
|          | EMU100 ←（逆行）方向（順行）方向→ |               |               |               |                |
| 車廂編號 | 1                                 | 2             | 3             | 4             | 5              |
| 集電弓   | ＞                                |               |               |               |                |
| 形式     | 50EP100 （Tc）                    | 55EM100 （M） | 40ET100 （T） | 40ET100 （T） | 40ED100 （Tc） |
| 其他設備 | WC                                | WC            | WC            | WC            | 長             |
| 安裝機器 | MA-set                            | CONT          |               |               | MA-set         |
| 載客量   | 44人                              | 52人          | 52人          | 52人          | 44人           |

範例
- CONT：主控制裝置（電阻器）
- MA-set：馬達交流發電機組
- WC：廁所
- 長：車長室

參考資料：

## 編組方式

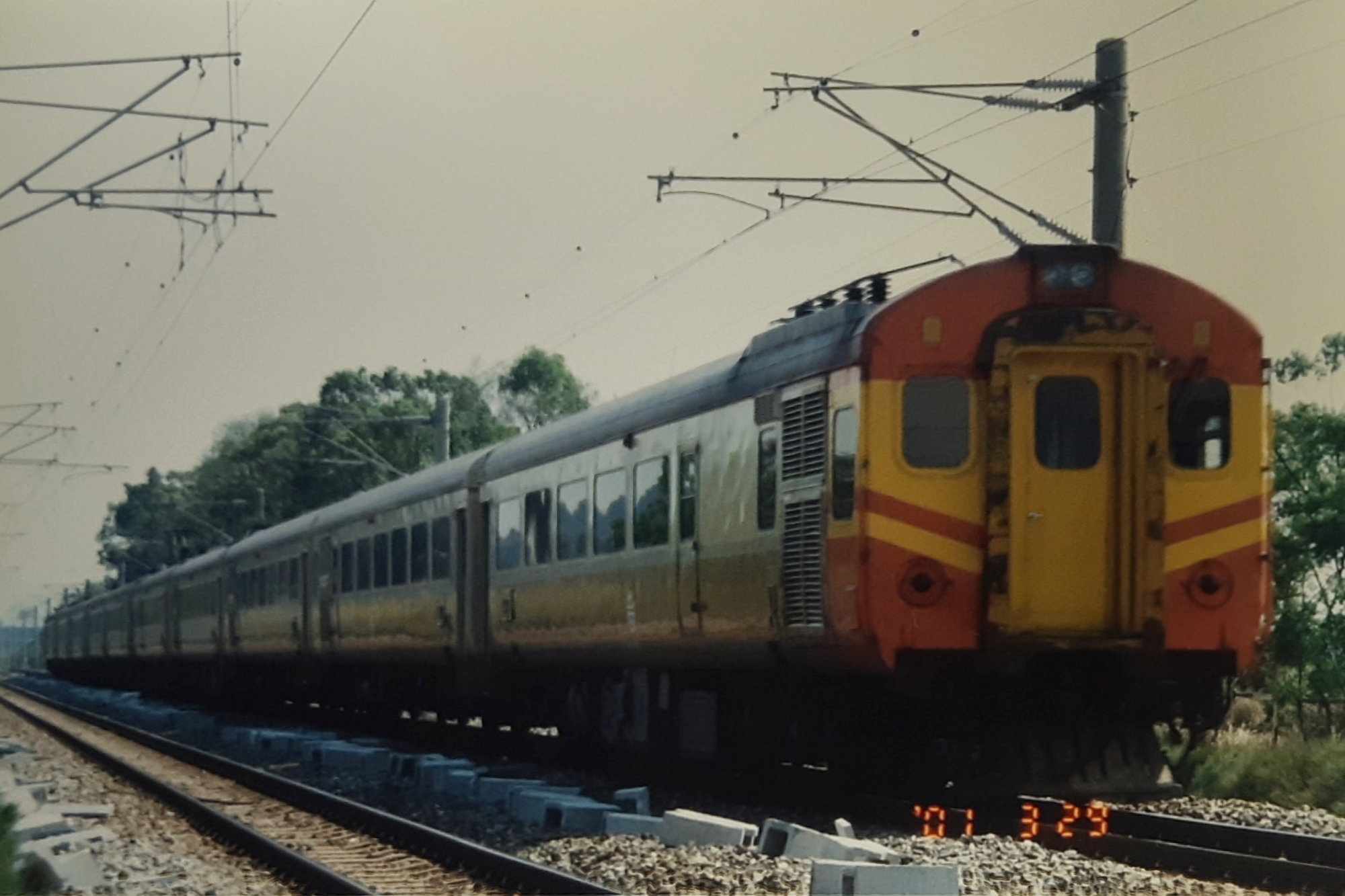
照片中最前端的車輛，即為由50EP112號拆除集電弓改為ED車使用的50EPD112號

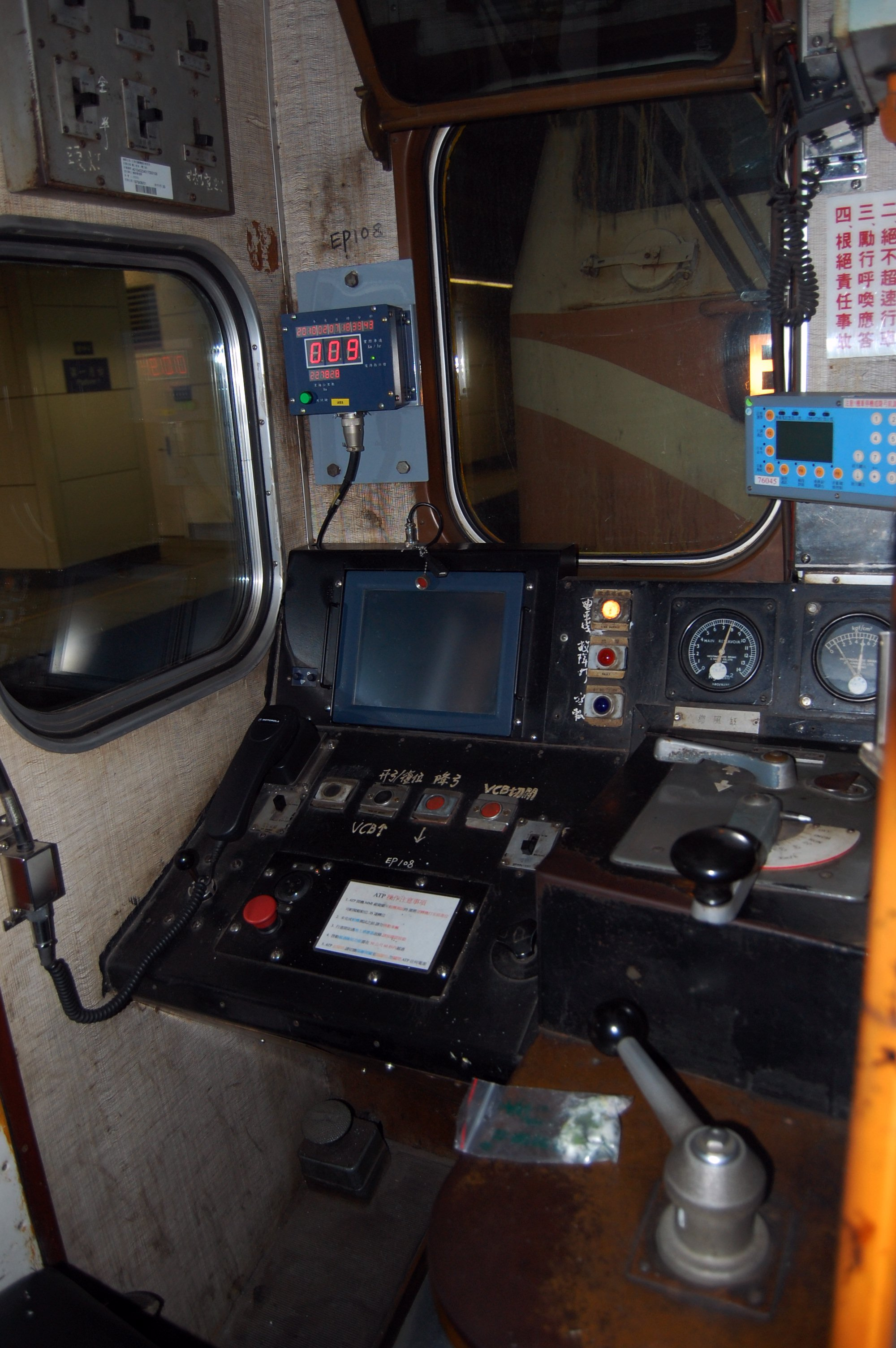
EMU100型自強號電聯車EP108駕駛電源車駕駛室

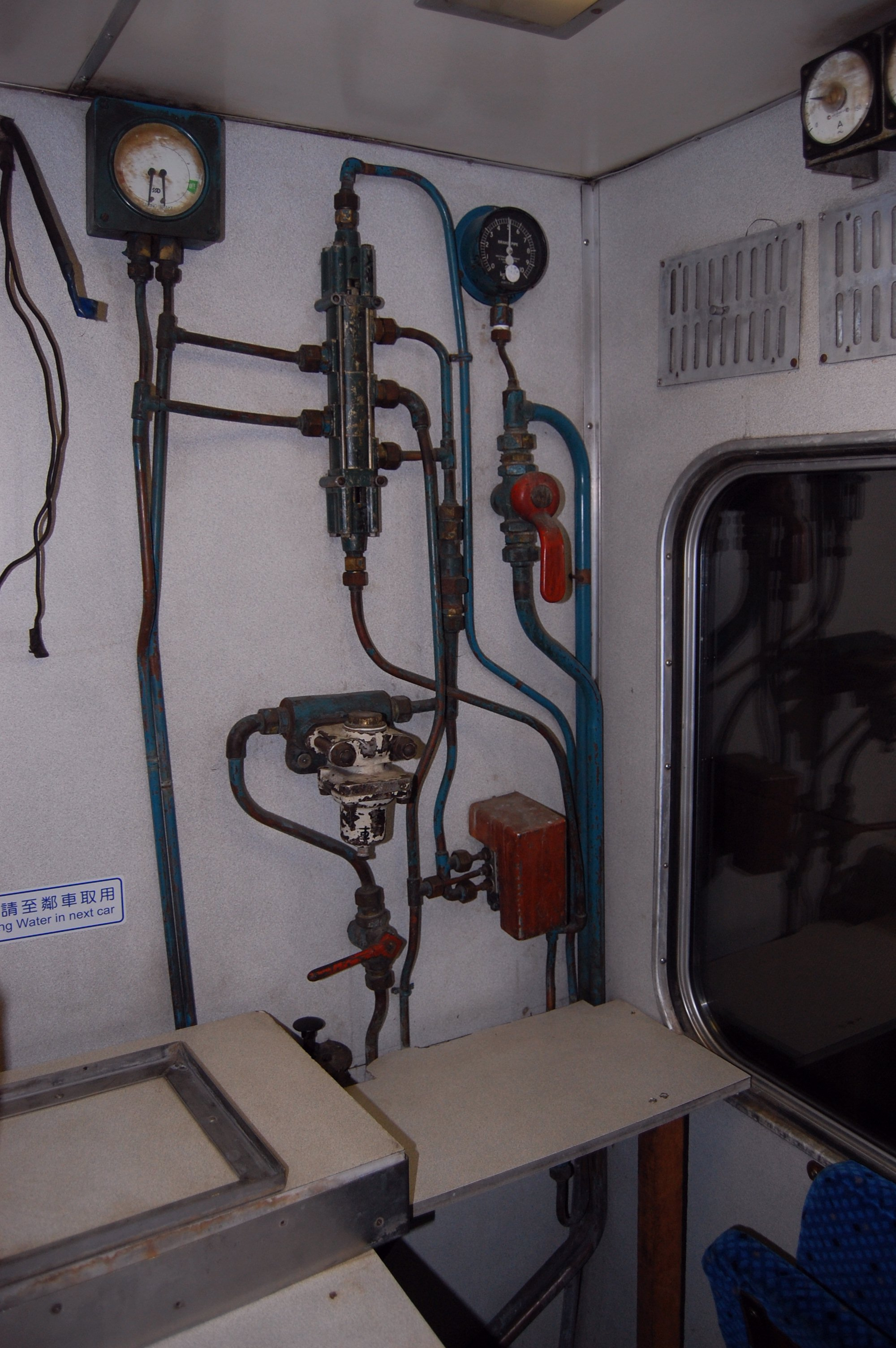
EP101車氣軔控制設備細節

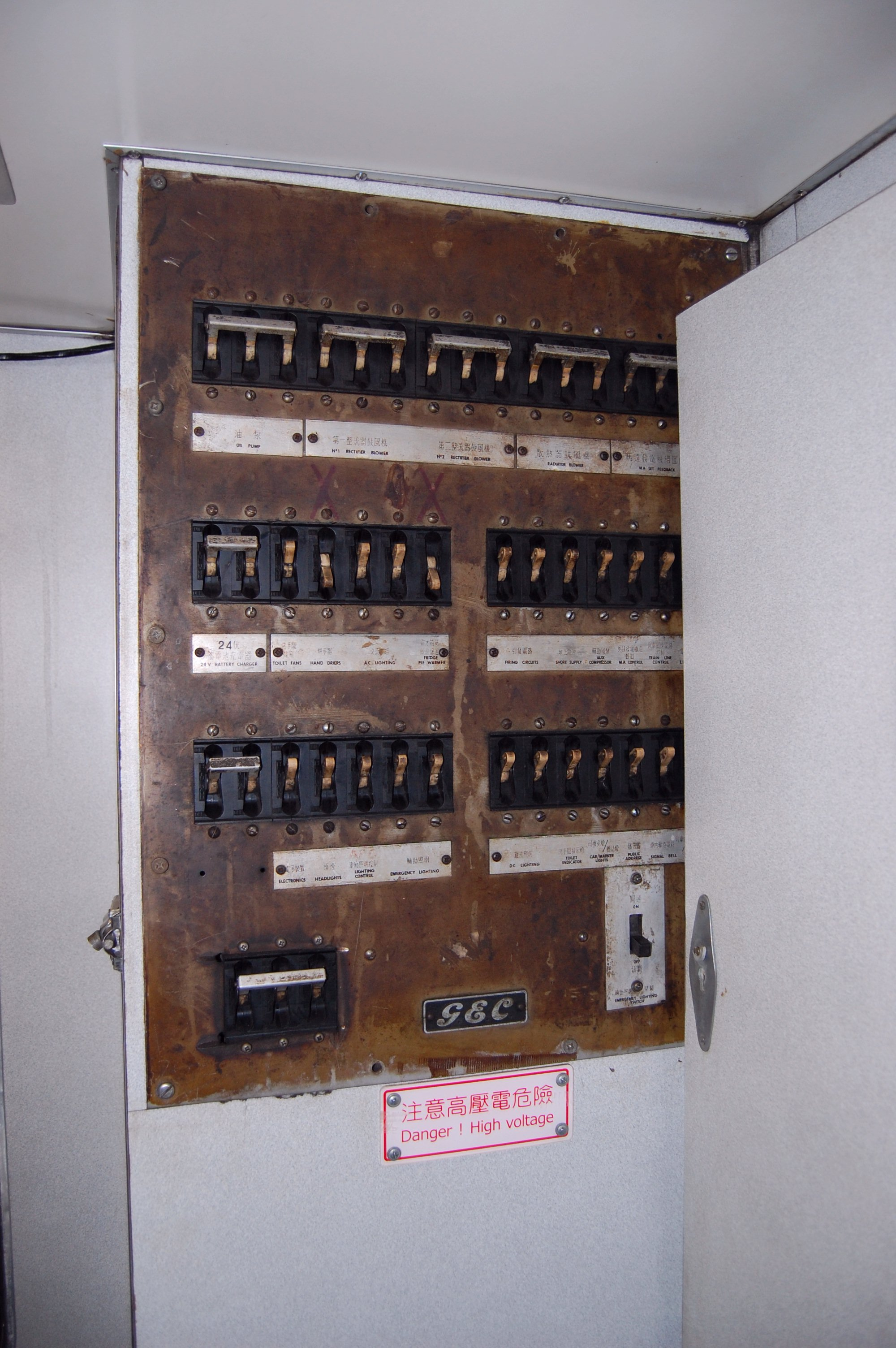
EP101車的低壓 GEC（通用電氣公司）斷路器面板

而EP112因為ED100型多次遭到列車事故報廢的緣故，因此將列車的集電弓拆除，並改編號為50EPD112。2009年，為了紀念EMU100即將退出正班車營運，將50EP108、50EP111、40ED105—106這4輛塗上開業時的塗裝。
報廢編組
| 編組                        | ← 高雄、台南、台中 方向 台北、基隆、花蓮 方向→ | ← 高雄、台南、台中 方向 台北、基隆、花蓮 方向→ | ← 高雄、台南、台中 方向 台北、基隆、花蓮 方向→ | ← 高雄、台南、台中 方向 台北、基隆、花蓮 方向→ | ← 高雄、台南、台中 方向 台北、基隆、花蓮 方向→ | ← 高雄、台南、台中 方向 台北、基隆、花蓮 方向→ | ← 高雄、台南、台中 方向 台北、基隆、花蓮 方向→ | ← 高雄、台南、台中 方向 台北、基隆、花蓮 方向→ | ← 高雄、台南、台中 方向 台北、基隆、花蓮 方向→ | ← 高雄、台南、台中 方向 台北、基隆、花蓮 方向→ |
| 編組                        | 50EP100                                        | 55EM100                                        | 40ET100                                        | 40ET100                                        | 40ED100                                        |                                                |                                                |                                                |                                                |                                                |
| 1(原塗裝；陳列於七堵機務段) | EP101                                          | EM101                                          | ET123                                          | ET126                                          | ED112                                          |                                                |                                                |                                                |                                                |                                                |
| 2                           | EP102                                          | EM108                                          | ET120                                          | ET117                                          | ED113                                          |                                                |                                                |                                                |                                                |                                                |
| 3                           | EP103                                          | EM104                                          | ET103                                          | ET110                                          | EPD112                                         |                                                |                                                |                                                |                                                |                                                |
| 4                           | EP104                                          | EM111                                          | ET107                                          | ET109                                          | ED101                                          |                                                |                                                |                                                |                                                |                                                |
| 5                           | EP105                                          | EM113                                          | ET114                                          | ET115                                          | ED104                                          |                                                |                                                |                                                |                                                |                                                |
| 6                           | EP106                                          | EM109                                          | ET125                                          | ET102                                          | ED111                                          |                                                |                                                |                                                |                                                |                                                |
| 7                           | EP107                                          | EM106                                          | ET106                                          | ET111                                          | ED103                                          |                                                |                                                |                                                |                                                |                                                |
| 8(原塗裝)                   | EP108                                          | EM112                                          | ET105                                          | ET108                                          | ED105                                          |                                                |                                                |                                                |                                                |                                                |
| 9                           | EP110                                          | EM102                                          | ET104                                          | ET122                                          | ED107                                          |                                                |                                                |                                                |                                                |                                                |
| 10(原塗裝)                  | EP111                                          | EM105                                          | ET124                                          | ET112                                          | ED106                                          |                                                |                                                |                                                |                                                |                                                |
| 11                          | EP113                                          | EM107                                          | ET121                                          | ET118                                          | ED109                                          |                                                |                                                |                                                |                                                |                                                |

參考資料：
事故報廢車輛
- 1981年3月8日頭前溪橋事故：ED110。
- 1991年11月15日造橋事故：40ED102、40ET101報廢。
- 1994年3月18日大肚事故：40ED108報廢。
- 1994年6月22日新竹邊撞事故：50EP109報廢。

因上述事故連帶報廢之車輛
- 40ET116：原停於樹林調車場北端，山側車輛標記已除去，並於2010年報廢除籍後移至台北機廠內存放，2022年經標售後於2022年5月25日解體。
- 40ET113、40ET119、55EM110、55EM103：曾棄置於新竹貨運站北側，於2010年報廢除籍，經標售後於2012年7月16～17日解體。

其他
- 多數報廢車輛於2012年初時送入臺北機廠存放，除指定保存車，其餘經標售後於2022年3月22日起陸續解體
- EP110經標售後於2024年4月在七堵調車場內解體。
- EP106編組經標售後於2025年5月在潮州基地內解體。

參考資料：

## 相關意外事故
- 1979年10月1日：0時11分（本時間為當時採行之日光節約時間，中原標準時間為9月30日23時11分），南下1009次自強號於左營冒進號誌，追撞641次貨列，造成13人重傷包含自強號司機在內，7人輕傷包括自強號車長在內[參⁠ 12]。
- 1981年3月8日：北上1002次EMU100型自強在新竹頭前溪橋前撞上闖越平交道的卡車，出軌翻落頭前溪河床一節斜靠橋樑及河床間。此事故造成砂石車司機死亡，列車乘客30人死亡，130人受傷，此事件被稱為頭前溪橋事故，導致40ED110報廢。事故發生後，所有的EMU100型頭尾兩車（EP和ED）皆塗上警戒色[註⁠ 5]。
- 1991年11月15日：北上1006次EMU100型自強和南下1次莒光號在造橋134號誌站，因車上的ATS/ATW系統故障，司機員疏忽造成列車冒進號誌，與1次莒光號發生側撞，這場造橋事故導致30人死亡及112人受傷，導致40ED102、40ET101報廢。
- 1994年3月18日：北上1008次EMU100自強號於大肚龍井間頂街平交道，與闖越平交道貨運卡車相撞，造成前3節車廂出軌，共9人死亡，24人輕重傷，其中包含機車長及指導機務員殉職，導致40ED108報廢。
- 1994年6月22日：南下1009次自強號於新竹站進站時冒進出站號誌，與進站中的1906次貨列（本務機R39）發生側撞事故，導致50EP109報廢。

## 運用方式

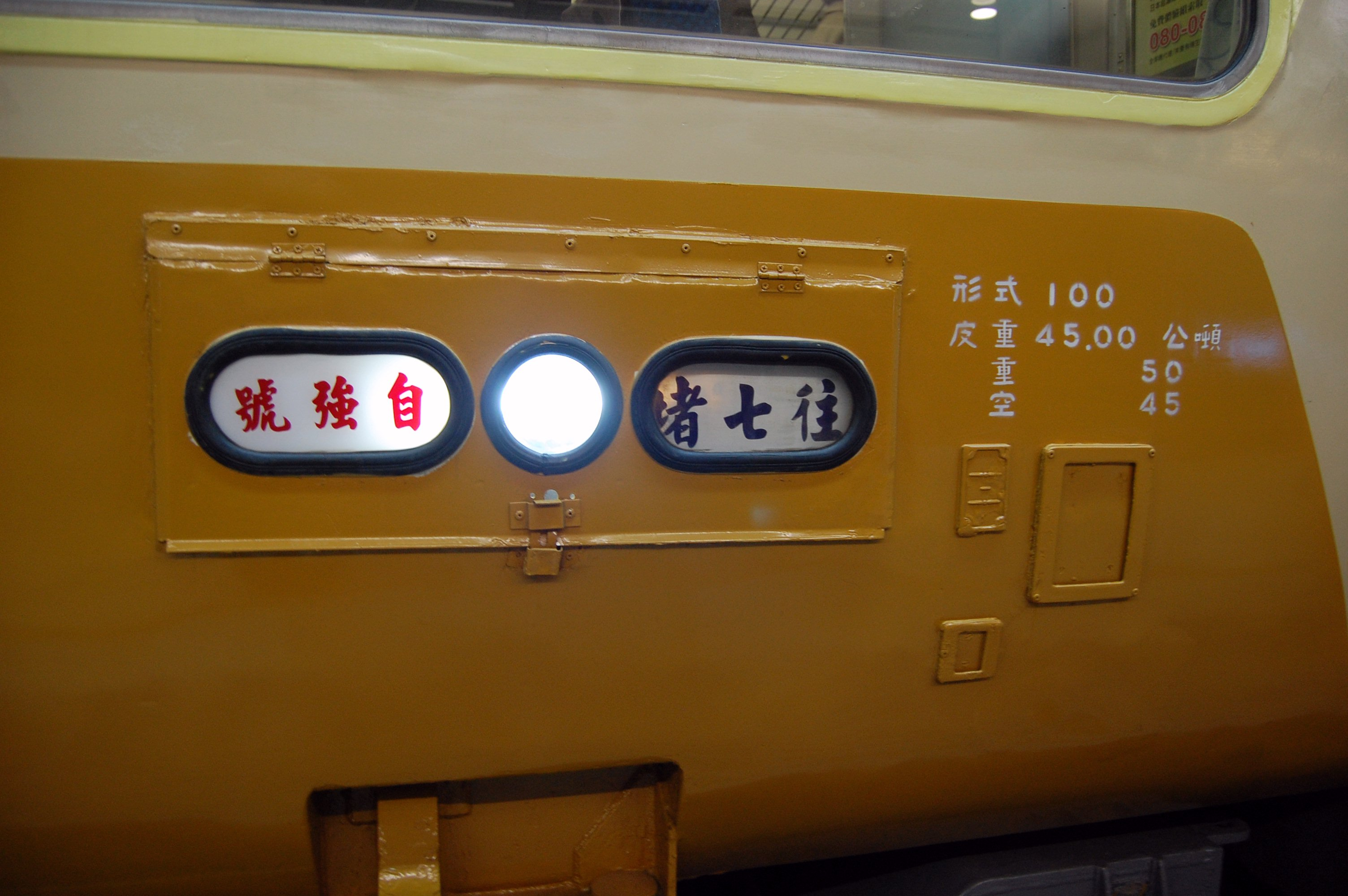
自強號電聯車EP101目的地燈箱

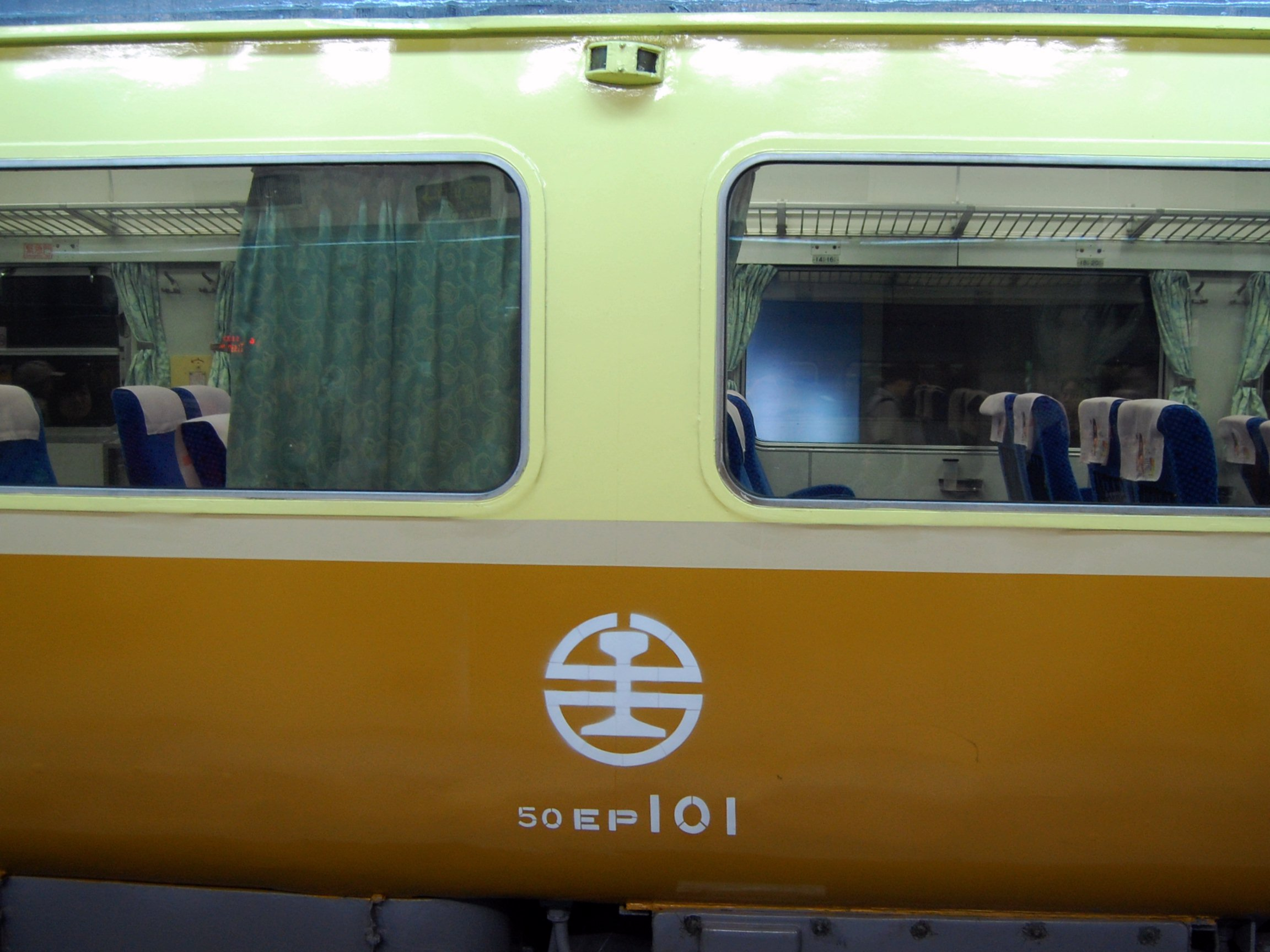
EP101車的台灣鐵路管理局局徽細節

1990年前後，EMU100型的列車運用以4天作為一個循環。第1天擔任1001次南下高雄，旋即擔任1006次北上松山，到松山後又擔任1013次南下高雄。第2天擔任1002次北上基隆，旋即擔任1009次南下高雄，最後擔任1014次北上松山。第3天行駛1007次與1012次一個往返，第4天行駛1003次與1008次一個往返。當部分編組車況不佳時運用即一分為二，尚可正常使用的編組跑前2天運用，後2天運用由車況較差甚至需要掛補機的編組行駛然因EMU100型狀況不斷，1994年還是為了減輕出車壓力停駛1003次與1008次。甚至還因為1006次經常遇到狀況，而在沒有其他任何調整下僅單純改車次為1030次轉運的情況。此狀況一直到推拉式自強號加入營運才有所改善。
EMU100型電聯車全數隸屬於七堵機務段。由於車齡偏高再加上新車引進的關係，行駛的班次逐漸減少。
1997年台鐵推拉式自強號陸續加入營運後，本型車每天仍有3對往返台北高雄間的班次（上行1002次、1018次、1014次，下行1001次、1009次、1013次），1998年3月24日改點後，往返北高班次每天僅剩1007次、1028次（即改點前之1001次、1018次）1對，轉行駛中程班次（松山—彰化間1015次、1018次與松山—嘉義間1002次、1043次）。
2000年12月1日改點，1007次與1028次改為推拉式自強號行駛，1005次與1026次改由本型車行駛後，已無每日往返台北高雄間的運用。2003年8月22日改點，原使用推拉式自強號行駛的1149次（週五行駛）、1154次（週六行駛）、1155次（週日行駛）、1156次（週日行駛）改用本型車行駛。
2004年5月21日改點，1005次與1026次改回推拉式自強號行駛，但逢週六、日增開由本型車行駛的松山—彰化間1120次、1121次直達自強號，初期台北台中間各站均不停靠。
2005年7月8日改點，原嘉義—松山間行駛的1002次延長行駛至花蓮，是本型車定期班次首度行駛東部幹線至花蓮，至花蓮後做2040次回樹林。直自2006年6月1日改點，1002次截短行駛至松山，2040次停駛後退出東部幹線。
2006年春節期間1156次發生故障，故同年3月15日改點1154次與1155次停駛，1149次與1156次改回推拉式自強號行駛，至此本型車不再行駛台北高雄間班次。
2007年5月8日改點，1015次改由EMU300型行駛，1018次停駛，原本使用推拉式自強號行駛的樹林—蘇澳間1085次、1088次改由本型車行駛，本型車再度行駛於東部幹線，直至2008年5月15日改點，1085次、1088次停駛後退出東部幹線。
其最後一個中長途營運定期運用為2010年12月22日年度改點前的每星期日七堵至彰化間1121次及田中至七堵1120次。之後僅在連續假日時自強號編組調度吃緊時不定期行駛。不過該型車於2011年6月4日行駛端午節加班車（樹林—花蓮間2001、1162次）後，已極少會在本線上運轉，轉為文化資產列車動態保存，曾僅出車1組作為臺北機廠員工的上下班通勤專車，行駛於臺北機廠與松山間；但2012年1月31日，臺北機廠與松山車站間的連絡線（機廠側線）正式停用並拆除後該型車暫停使用。

### 特殊列車
為紀念EMU100即將退出正班車營運，火車駕駛聯誼會（通稱「火聯會」）於2009年8月15日此型列車營運滿31週年之際，舉辦專列活動，行駛臺北站和臺中站（經海線）。本型車亦曾在2011年3月10日、20日、30日，配合《火車環島接力─百年車站巡禮》活動擔任郵輪式列車。
2018年7月28及29日，逢台鐵第1代自強號EMU100型40週年，任職實踐大學的鐵道迷以及鐵道團體ILLSMP，日前向台鐵包下「英國阿婆」號，訂此兩天「復駛」。採郵輪式列車形式往返南港車站到台東車站（為EMU100型自強號退役後首次行駛台東線），車次：5936次（去程）；沿途停靠：南港、七堵、宜蘭、漢本、花蓮、鹿野、山里、台東；5935次（回程），沿途停靠: 台東、鹿野、花蓮、七堵、南港。
2020年3月13日，為了迎接即將到來的EMU3000型城際列車，台鐵協調花蓮港開闢專用碼頭，並重新舖設、檢整花蓮臨港線，當天中午EMU100出勤測試路線。車次為8778次（七堵—花蓮港）以及8779次（花蓮港—樹林）。
2023年，台鐵與信濃鐵道田中站締結姊妹站5週年，適逢田中國際馬拉松，11月12日當天特由彰化站開出保存列車至田中站靜態展示，與活動同慶。

## 現況
2009年6月16日起，由於EMU100型車齡已經超過30年，故障頻繁且零件已經停產，已經達使用年限，退出正班營運，作為EMU300的備用車，固定運行星期日七堵至彰化及田中到七堵的1121、1120次自強號運用，偶爾支援七堵到斗六、斗六到蘇澳、蘇澳到樹林1015、1024、2044次自強號運用，並準備報廢（時程未定），預計留下一組當作鐵道文化保存展覽之用。之前最後一班平日EMU100型的編組列車為2009年6月15日嘉義經海線至七堵的1002次自強號。
在此後為因應EMU300改造中車輛不足，星期日七堵到彰化的1121次及田中到七堵1120次的自強號恢復指定由EMU100行駛。但在2010年7月4日，因1121次EMU100型自強號發生故障，故當日台鐵決定1121、1120次改由PP推拉式自強號代替行駛，此時該型車已完全退出定期運用，另自7月25日起，改由EMU300型自強號代替行駛，而EMU100型自強號則全數進台北機廠維修，作為EMU300型自強號故障無法出車時，代替行駛車輛或不定期上線代替行駛。
2010年7月25日，原本該日1121、1120次規劃為EMU300型自強號行駛，但當天臨時以EMU100型自強號行駛，且額外增掛1組備用車，共連掛3組，以作為其中1組車故障時的備援使用。同年8月22日，以E1000型推拉式列車行駛的1031次自強號在侯硐故障，以三組EMU100接駁1031次自強號雙溪到屏東區間，並在隔日迴送返段。
恢復成原塗裝的EP108與EP111編組皆已報廢除籍，其中EP108編組，除EP108預計作為文物車輛並移至富岡基地修復外，其餘四輛車皆已解體；至於EP111編組，EP111靜態保存於舊臺中車站內、ED106、ET124則納入國家鐵道博物館籌備處館藏車輛，其餘車輛則已解體。
在2017年，台鐵局將原放置於臺北機廠內的40ET115移置富岡基地內並改裝為基地內之土地公廟，經整修後目前放置於富岡基地入口右側。

### 臨時加班車
為了疏運在基隆展覽的黃色小鴨展示活動，本型車於2013年12月21日－2014年2月8日逢週六日擔任基隆—樹林間加班自強號

### 擔任逢週五非對號自強號
因109次非對號自強號原編組（EMU300型）於逢週五需行駛119次，車輛編組運用不足，臺鐵曾經預定在2014年2月10日改點時將此型列車於逢週五（非假日）擔任非對號自強號行駛，但改點前又再度改回原本的車型行駛。

### 觀光列車改造
原預計改裝為海風號列車（觀光列車）由於車況不穩且故障率高，目前已經確定改由EMU500改造。

### 保存車輛
50EP102、50EPD112、55EM108、40ET118、40ET124、40ED104、40ED106：國家鐵道博物館籌備處保存車輛。
50EP111、55EM107：2022年3月23日運送至台中舊站靜態保存。
50EP108：2022年7月30日迴送至富岡基地進行整修，修復完畢後於2025年運送至苗栗火車頭園區展示。
40ET115：2017年時被選作為富岡基地土地公廟，經整修後放置於廠區大門旁（可對外參觀）。

## 圖片集

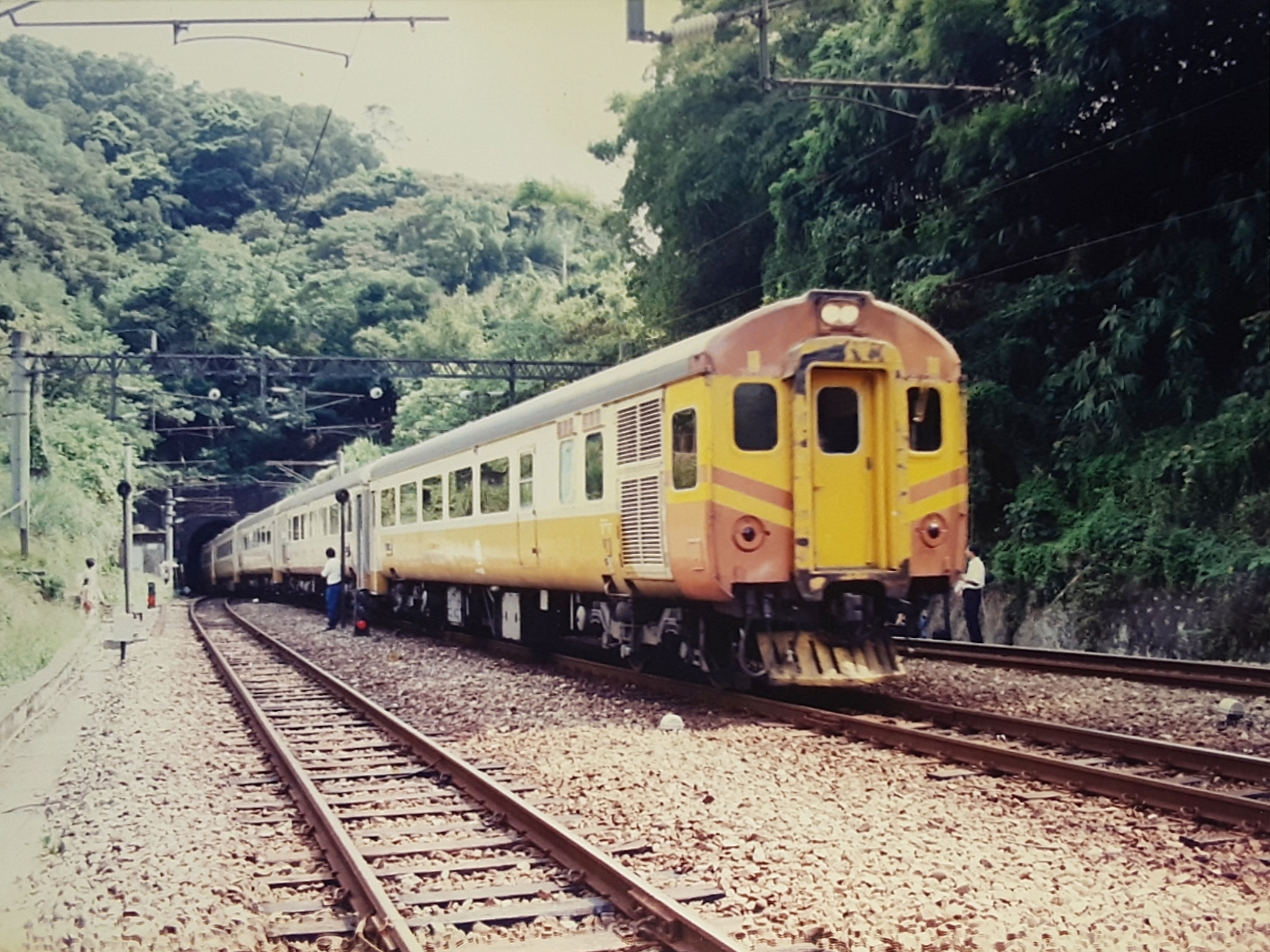
奮力爬上勝興站的EMU100型電聯車
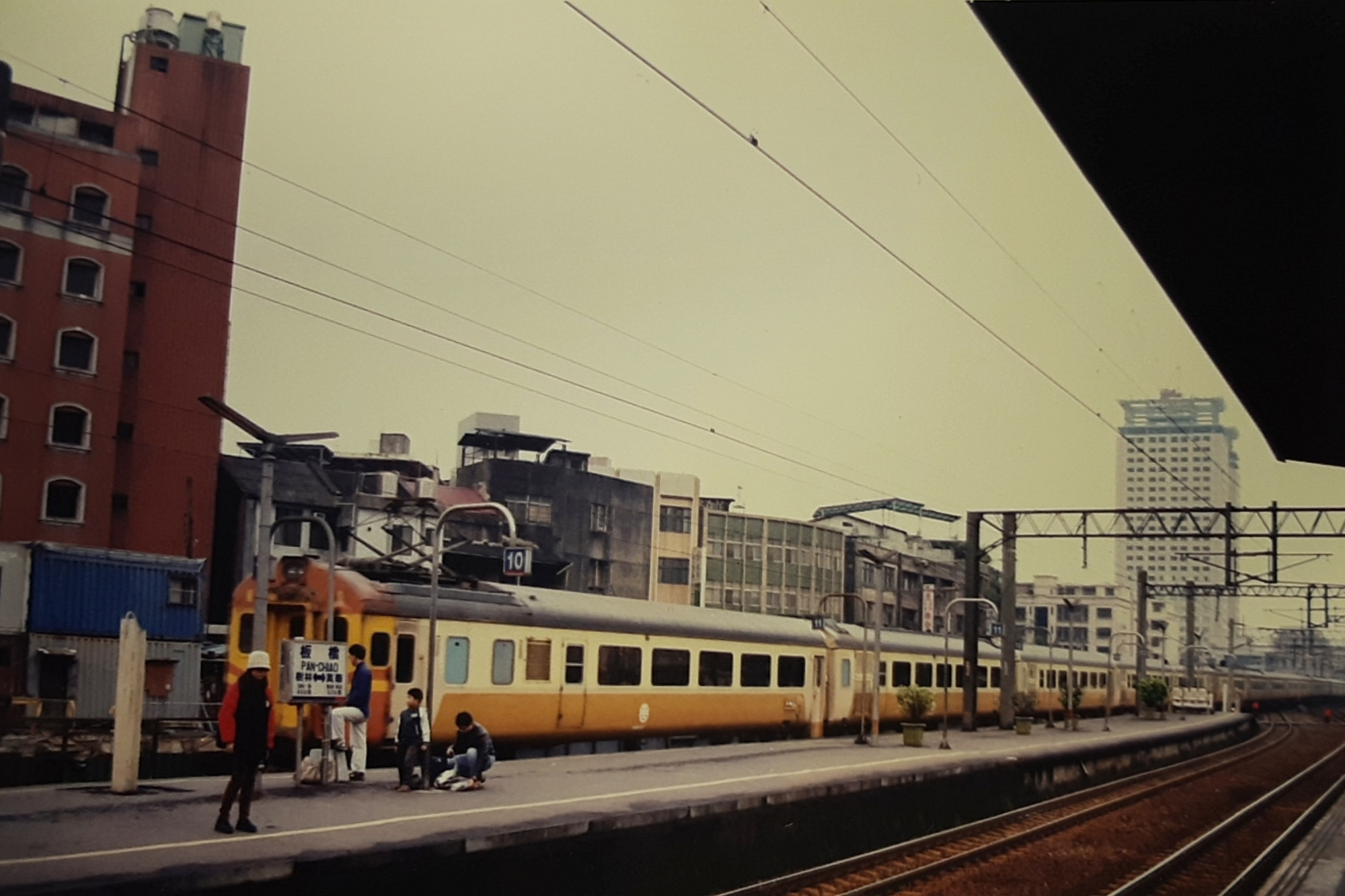
從板橋舊站開車的3組15輛EMU100型電聯車
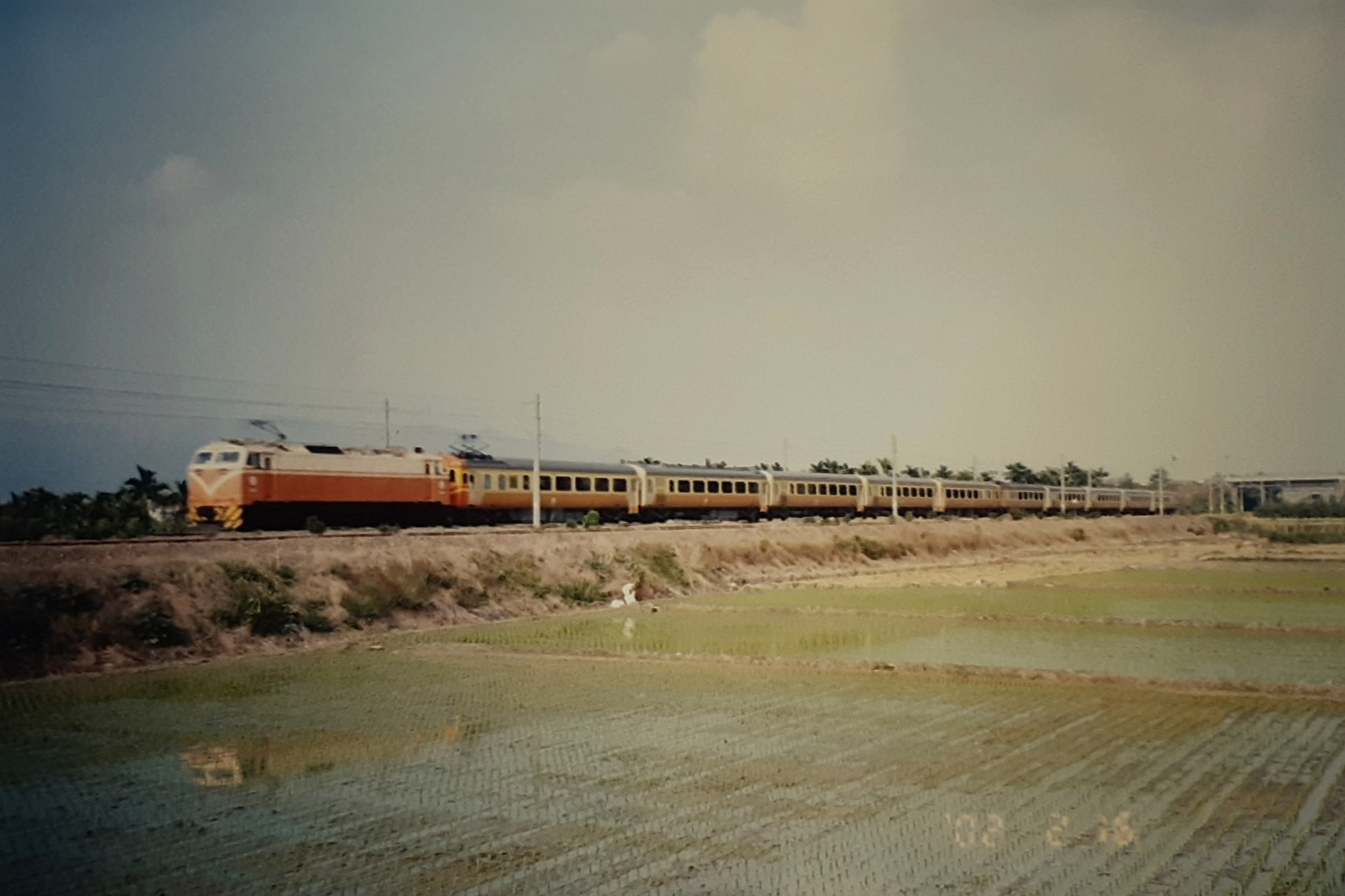
加掛補機的EMU100型電聯車，此時仍使用雙臂式集電弓
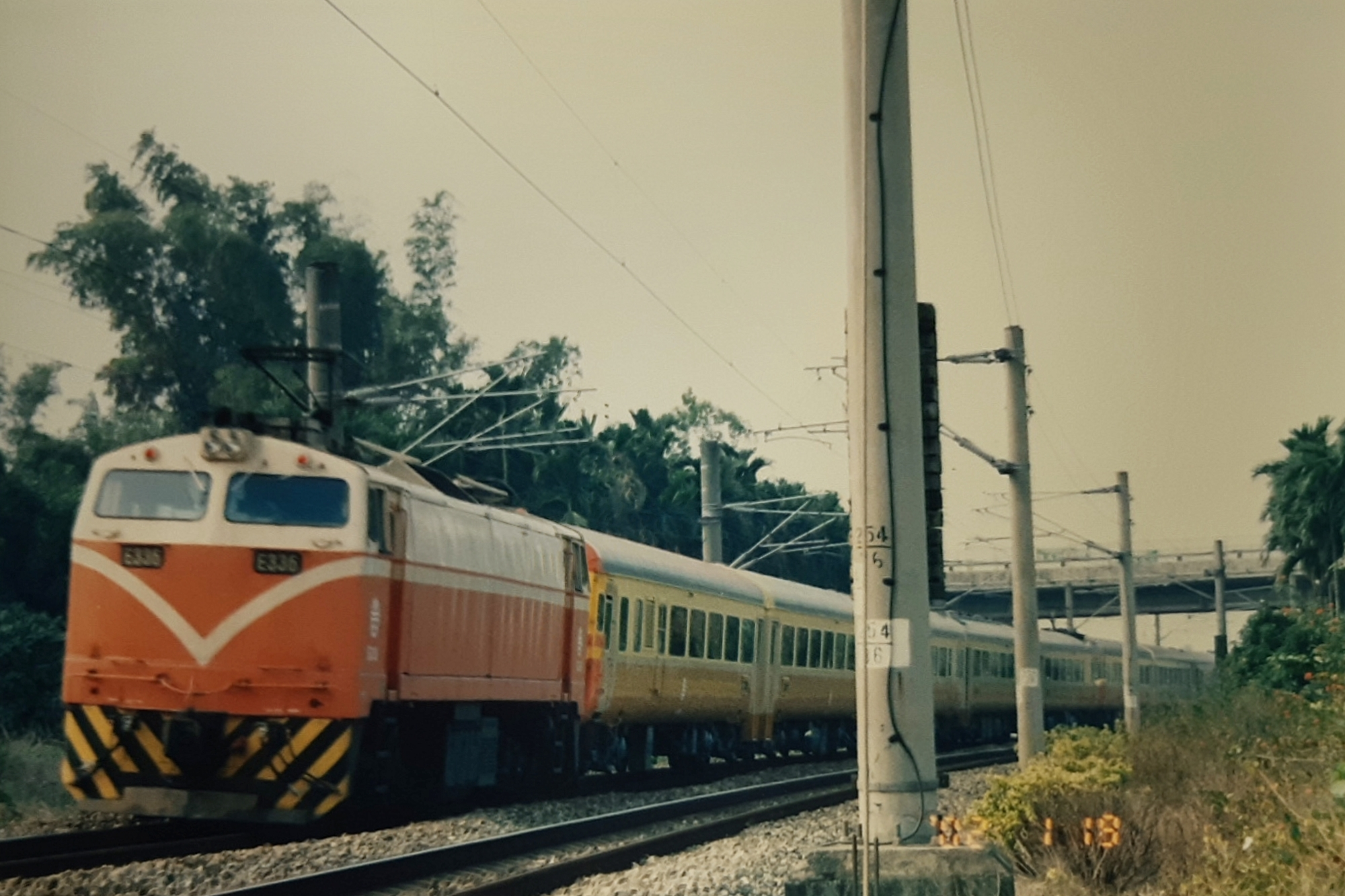
加掛補機的EMU100型電聯車
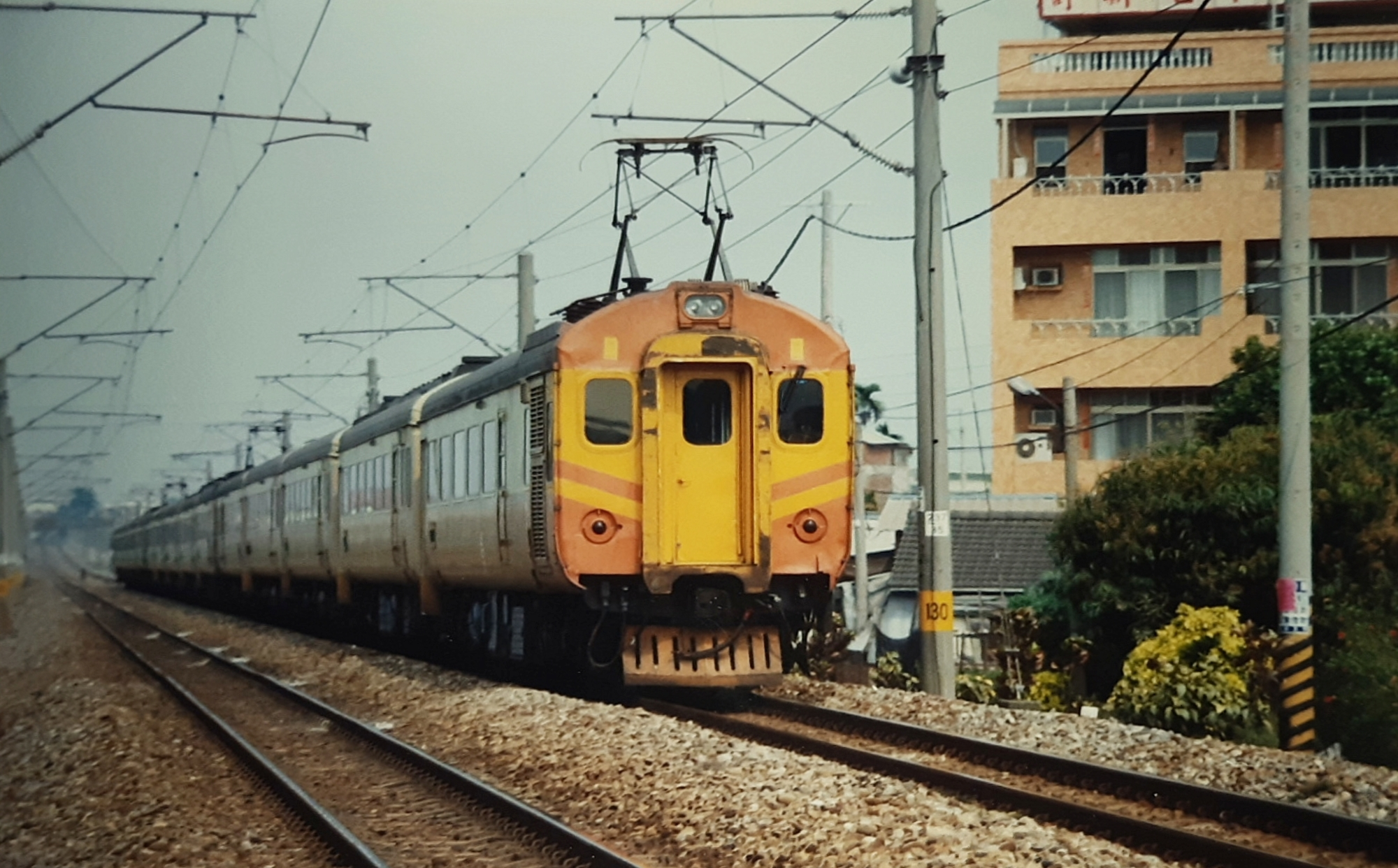
3組15輛行駛的EMU100型電聯車
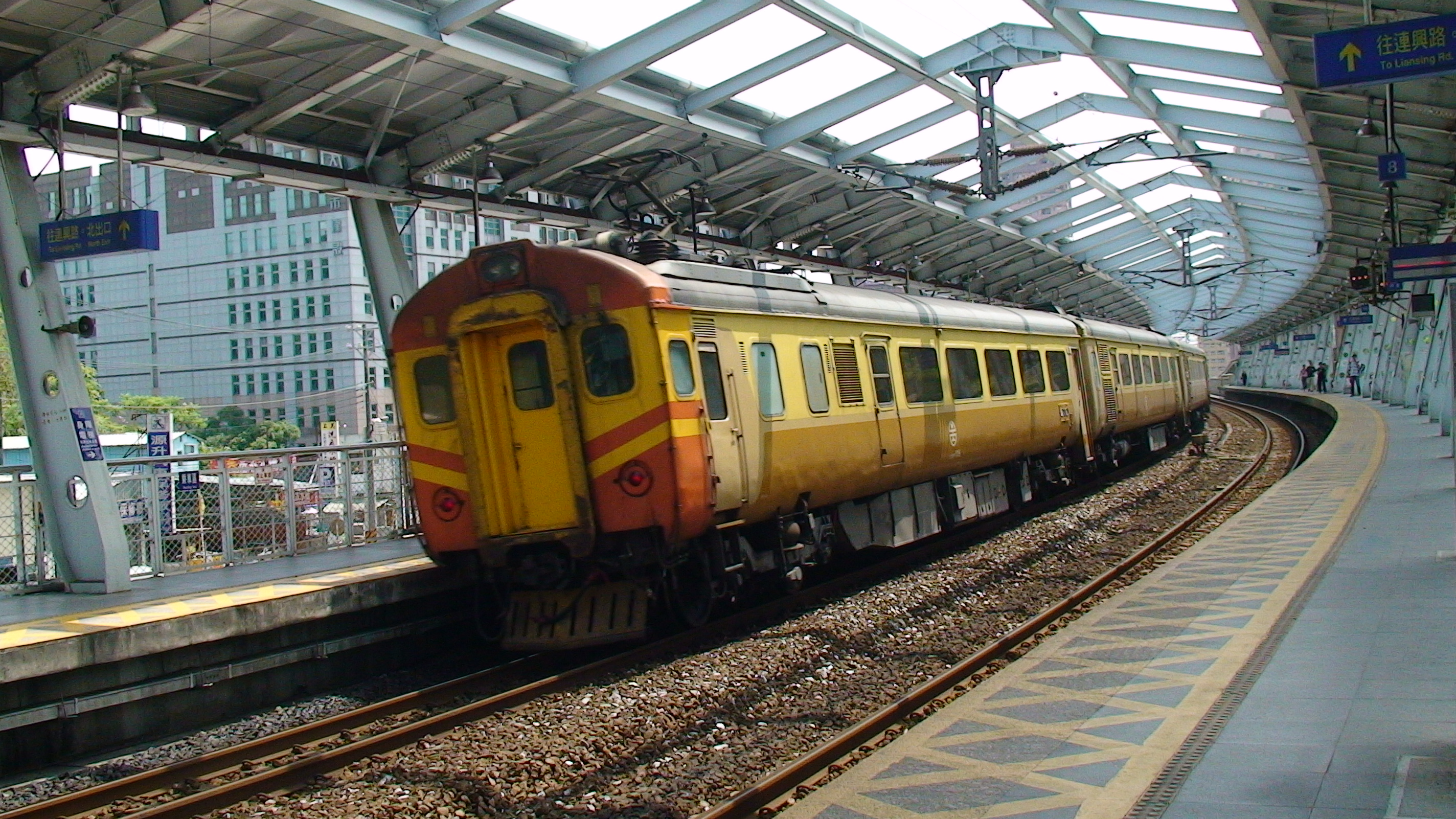
EMU100型電聯車（汐科站）
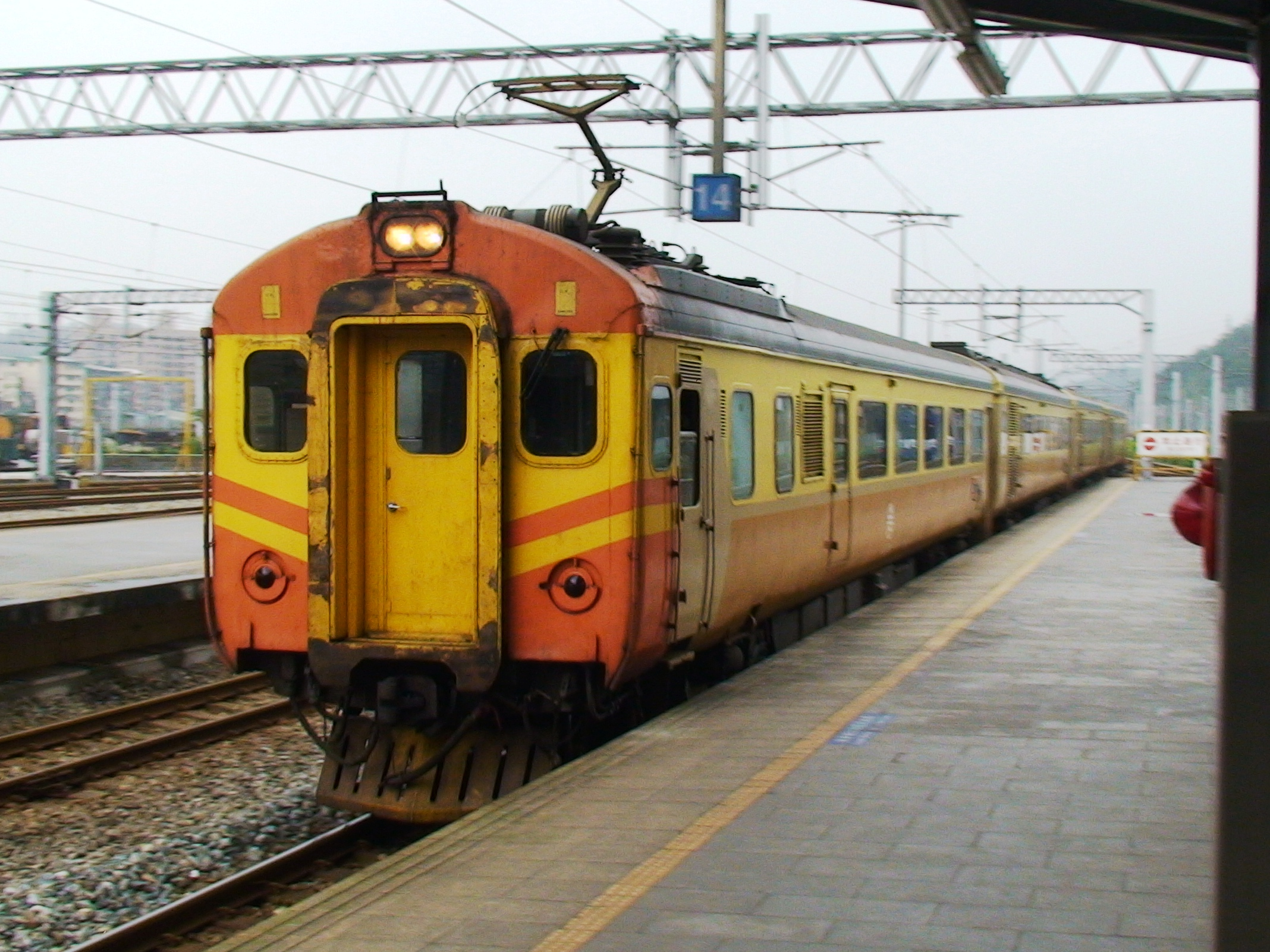
EMU100型電聯車（七堵站）
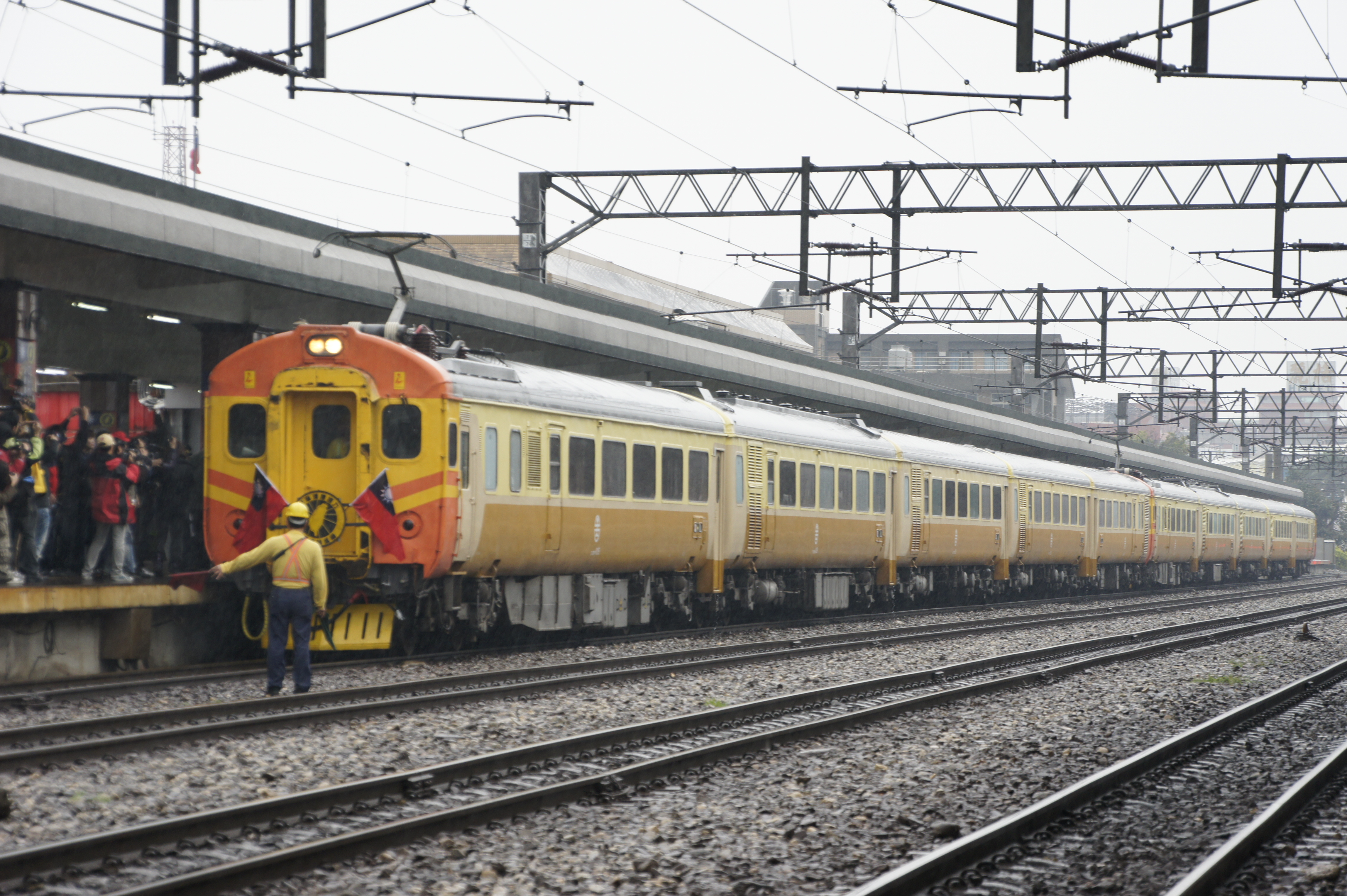
EMU100型電聯車環島接力專列駛入花蓮站
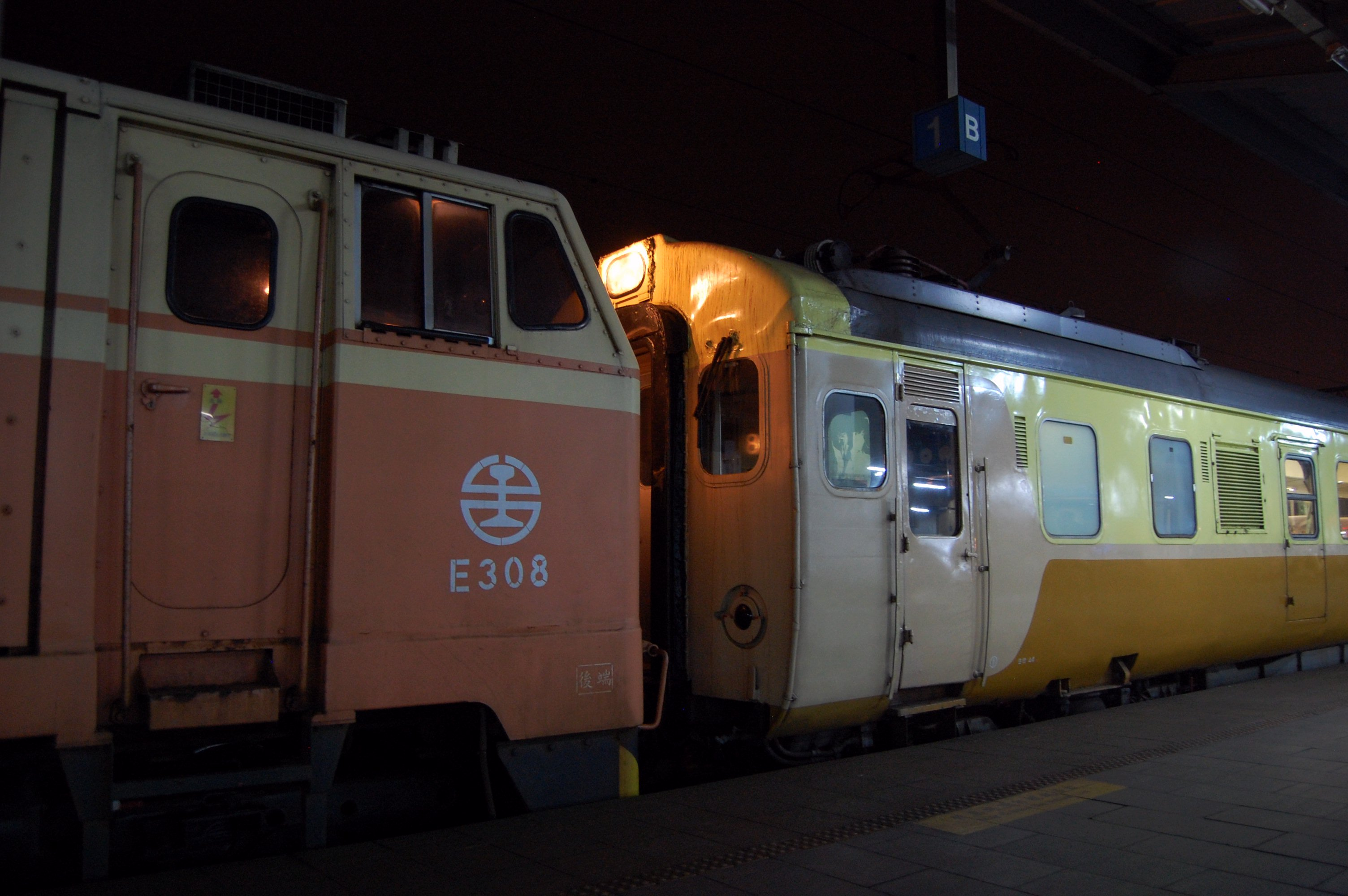
原始塗裝EMU100（EP108車）在七堵站與輔機E308
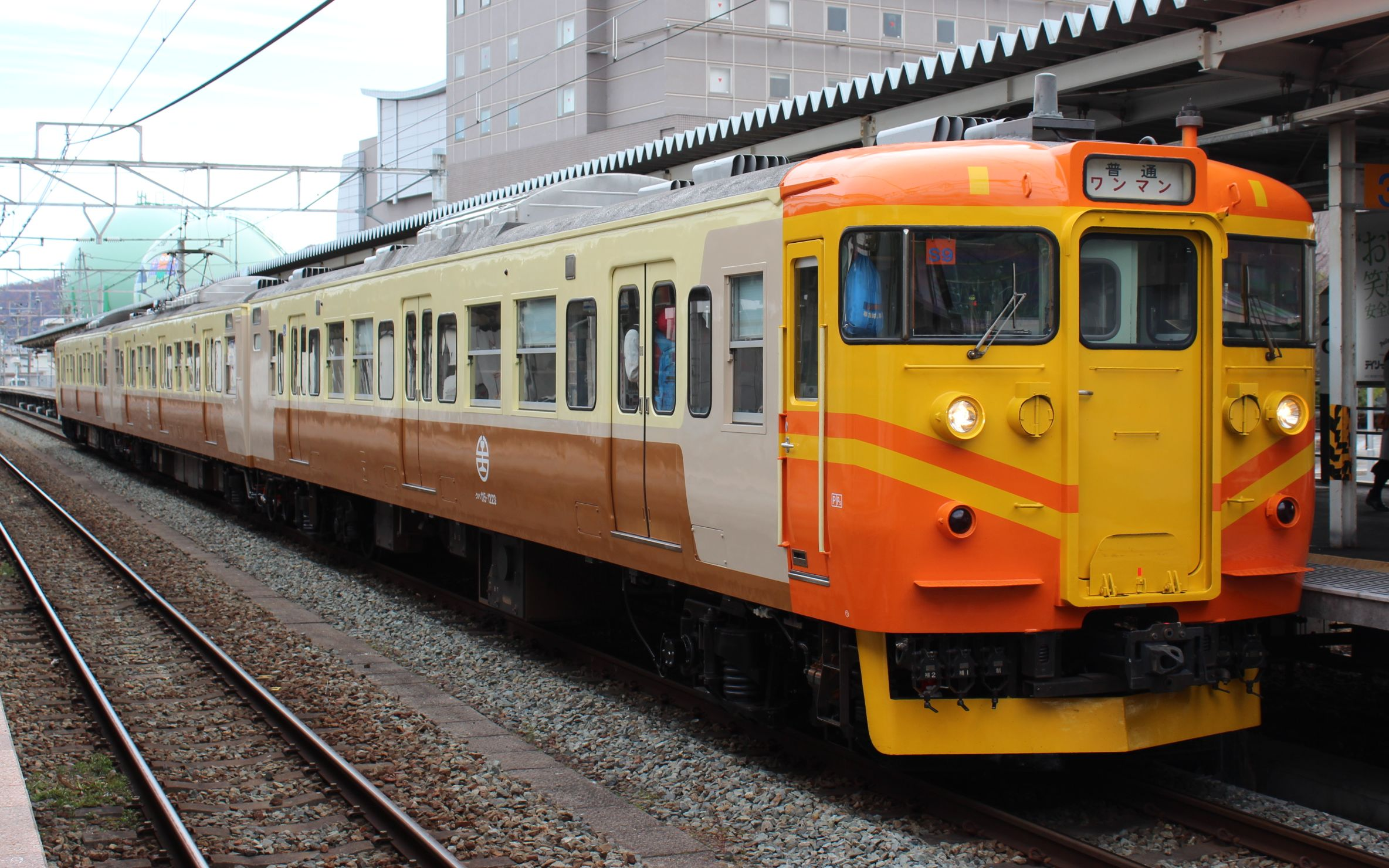
交換塗裝
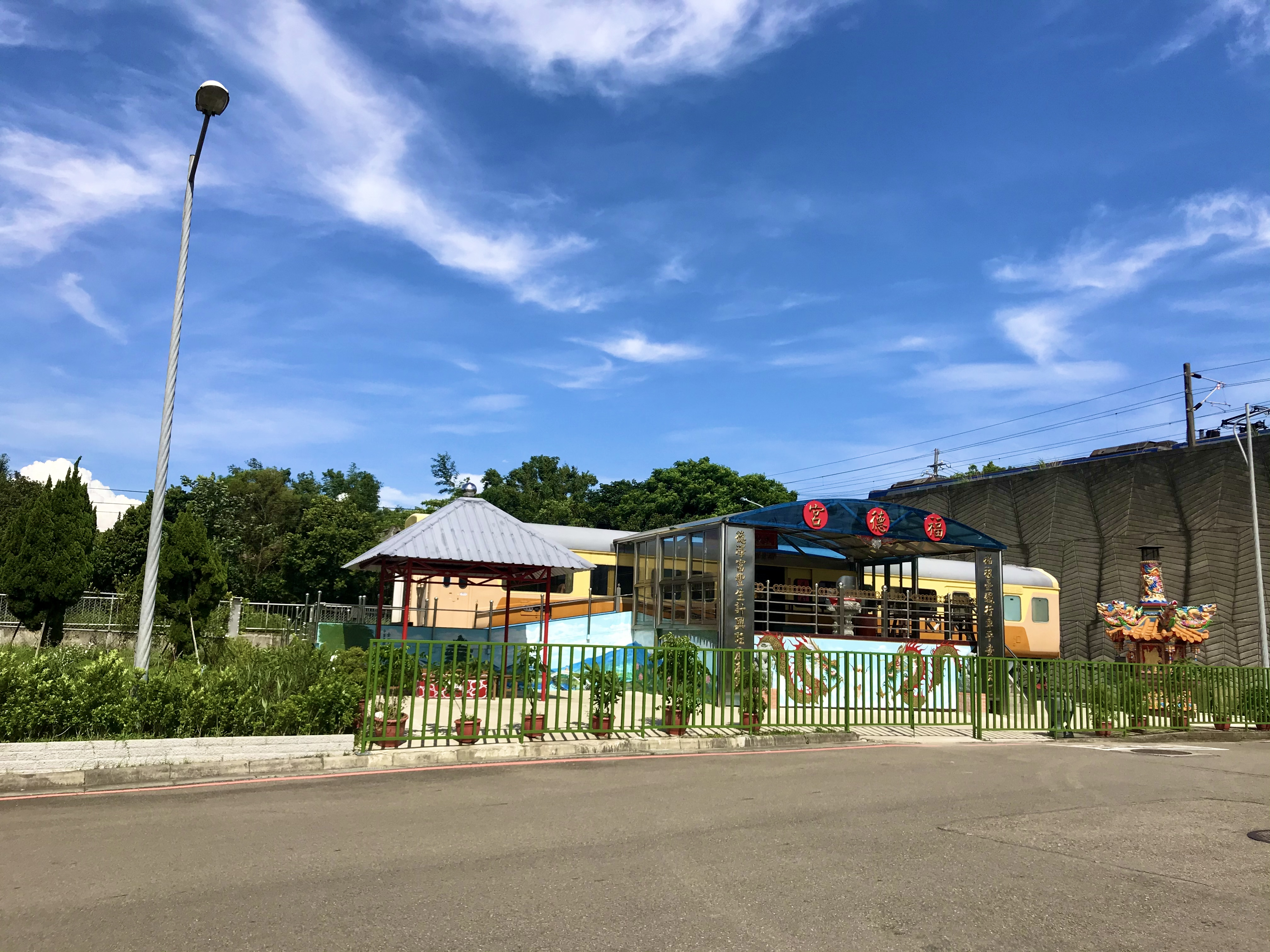
車廂土地公廟
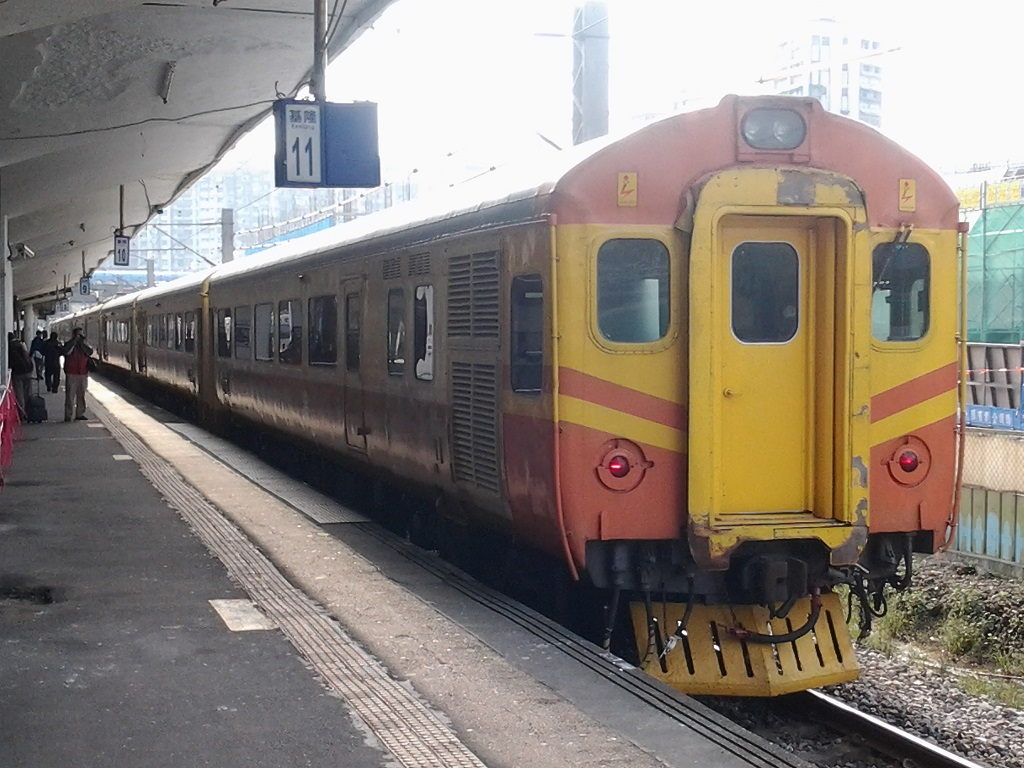
擔任基隆黃色小鴨加班車，停在基隆站的EMU100型電聯車
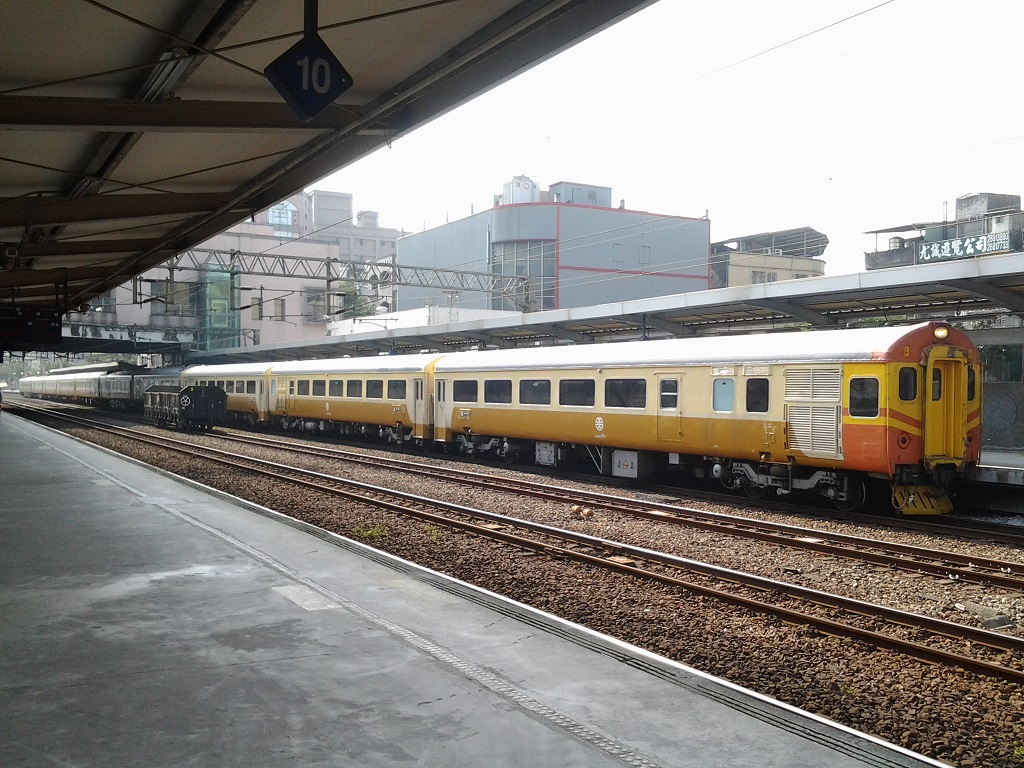
擔任基隆黃色小鴨加班車，停在樹林站的EMU100型電聯車
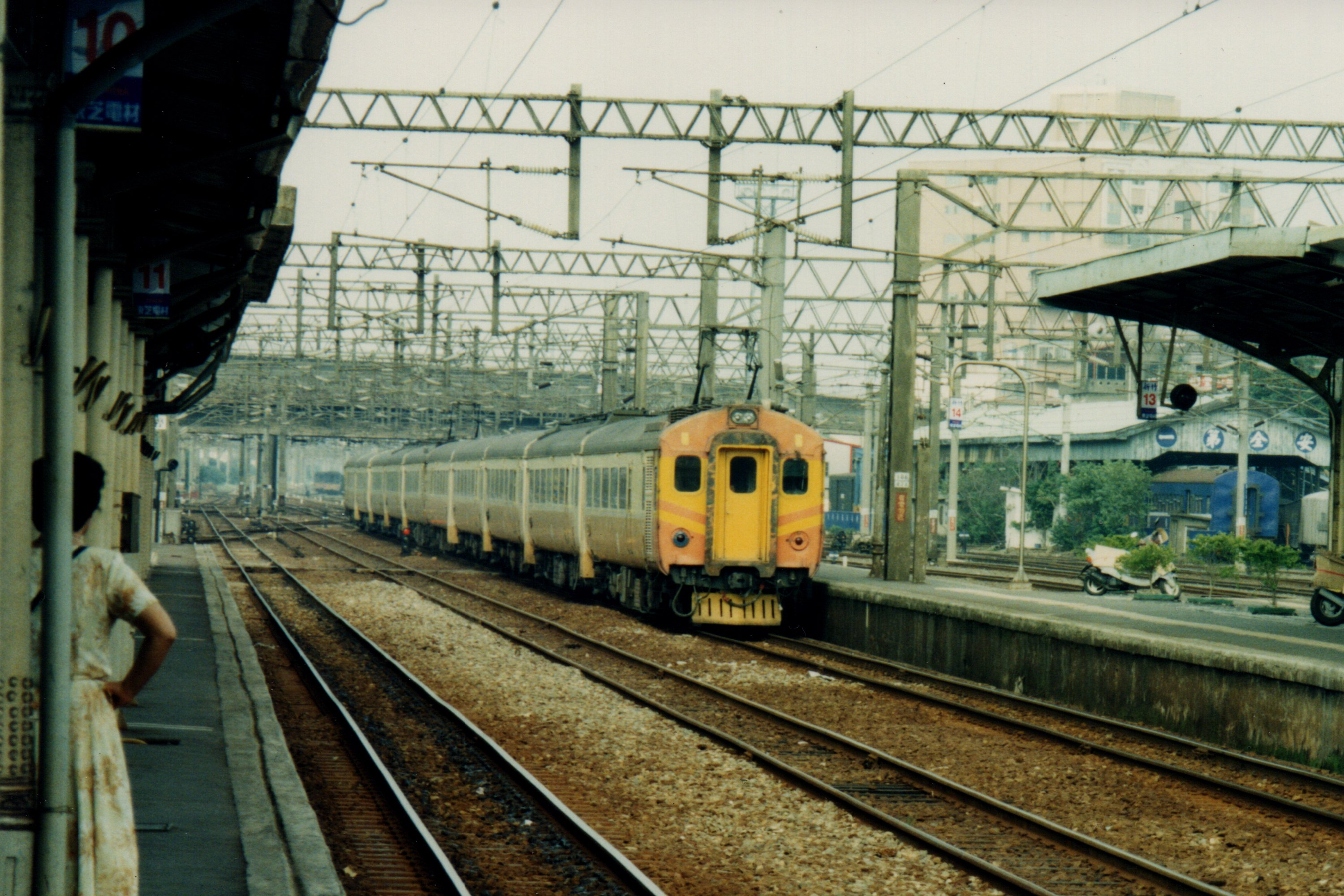
1997年7月攝於新竹站
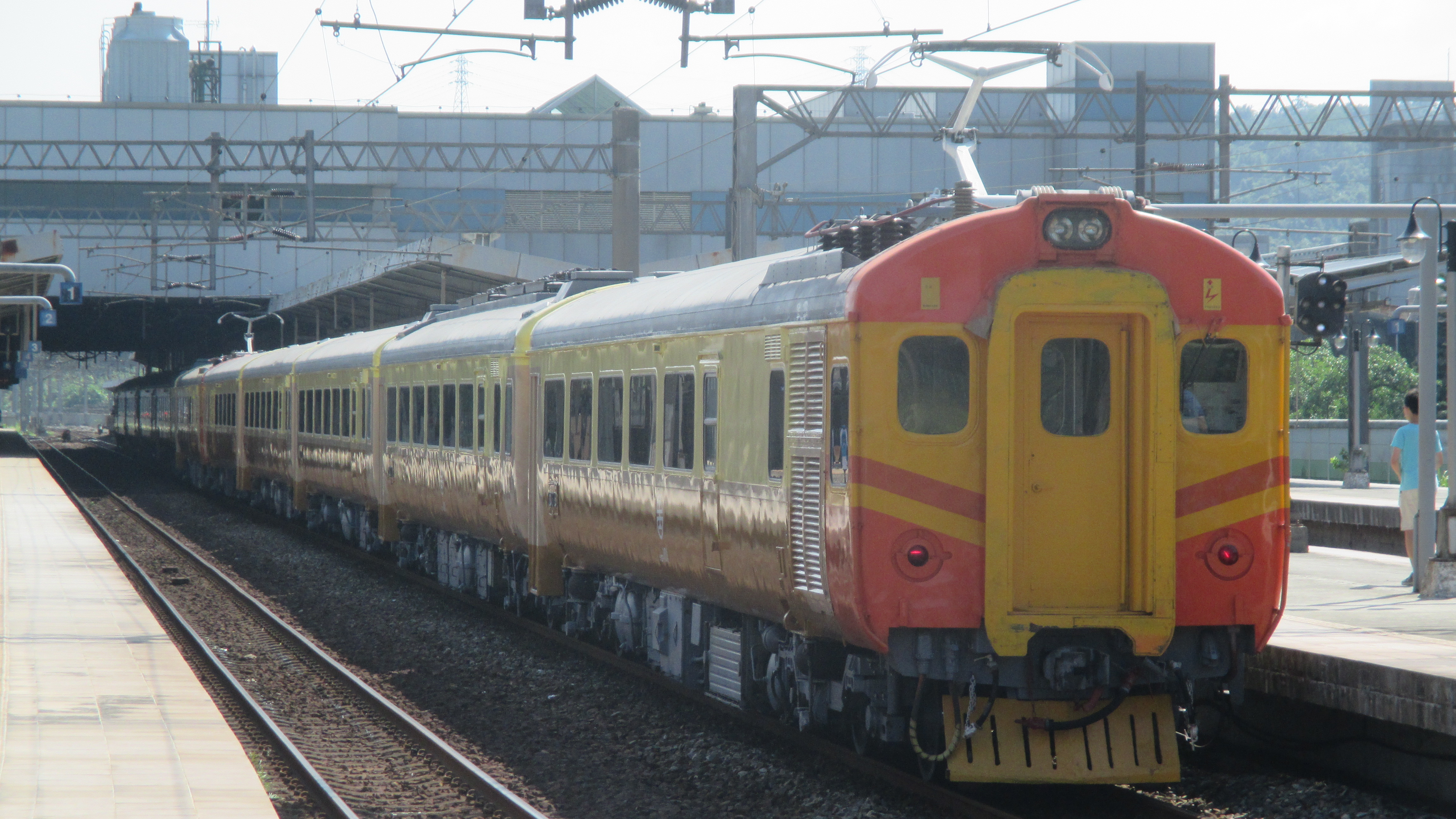
停在七堵站的EMU100型電聯車
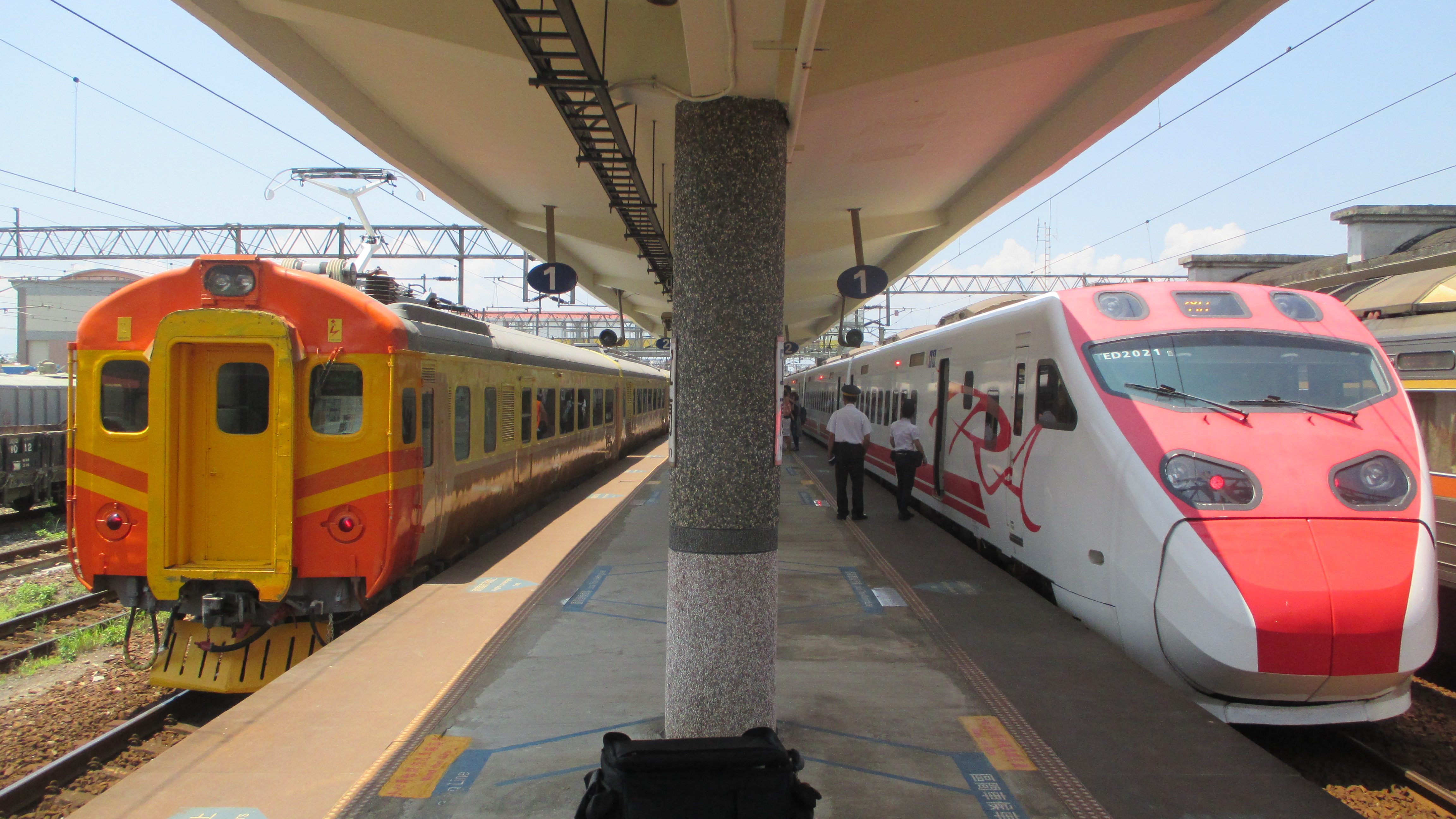
初代電聯車EMU100型（左）與第2代傾斜式電聯車TEMU2000型（右）
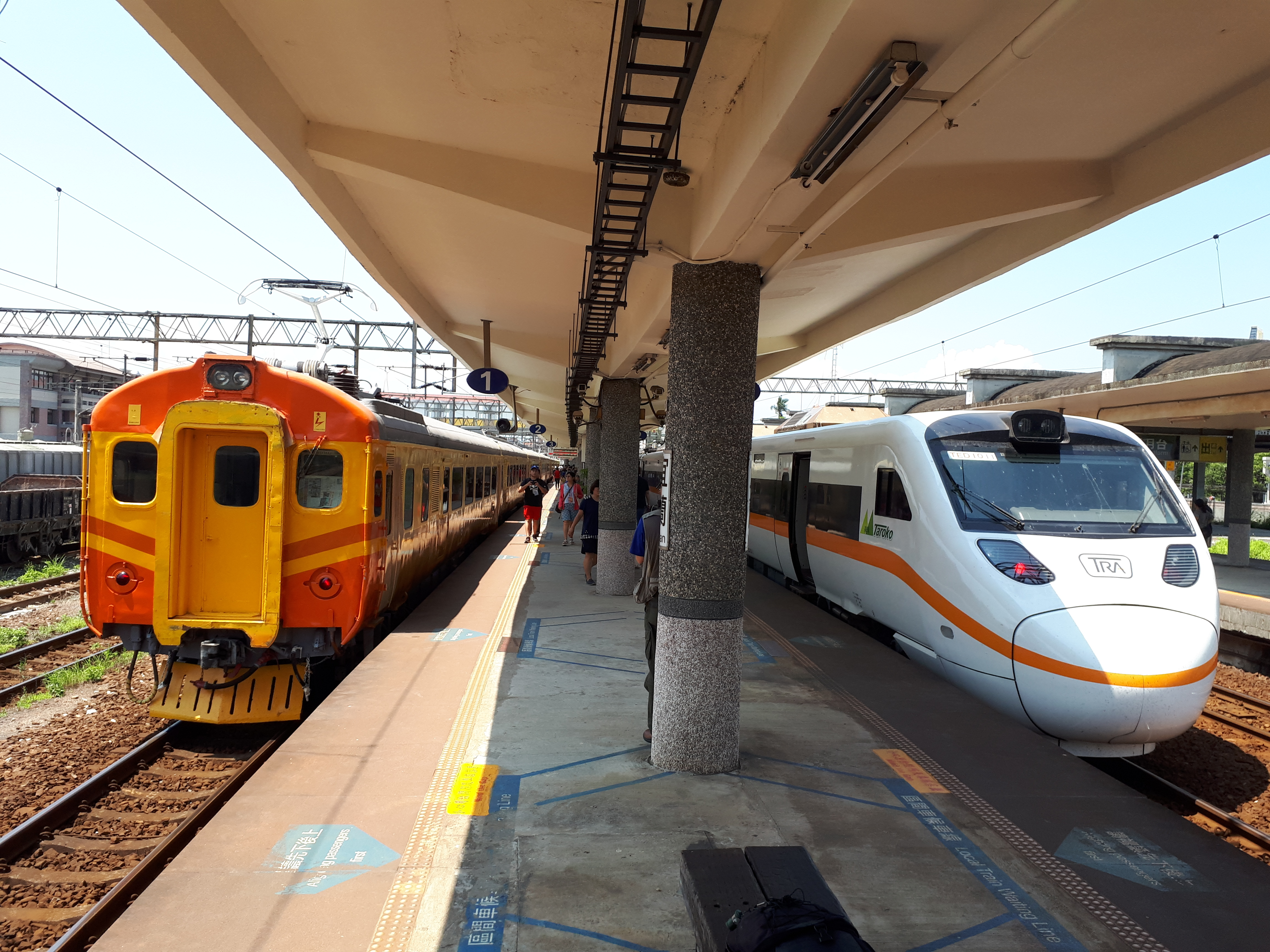
初代電聯車EMU100型（左）與初代傾斜式電聯車TEMU1000型（右）
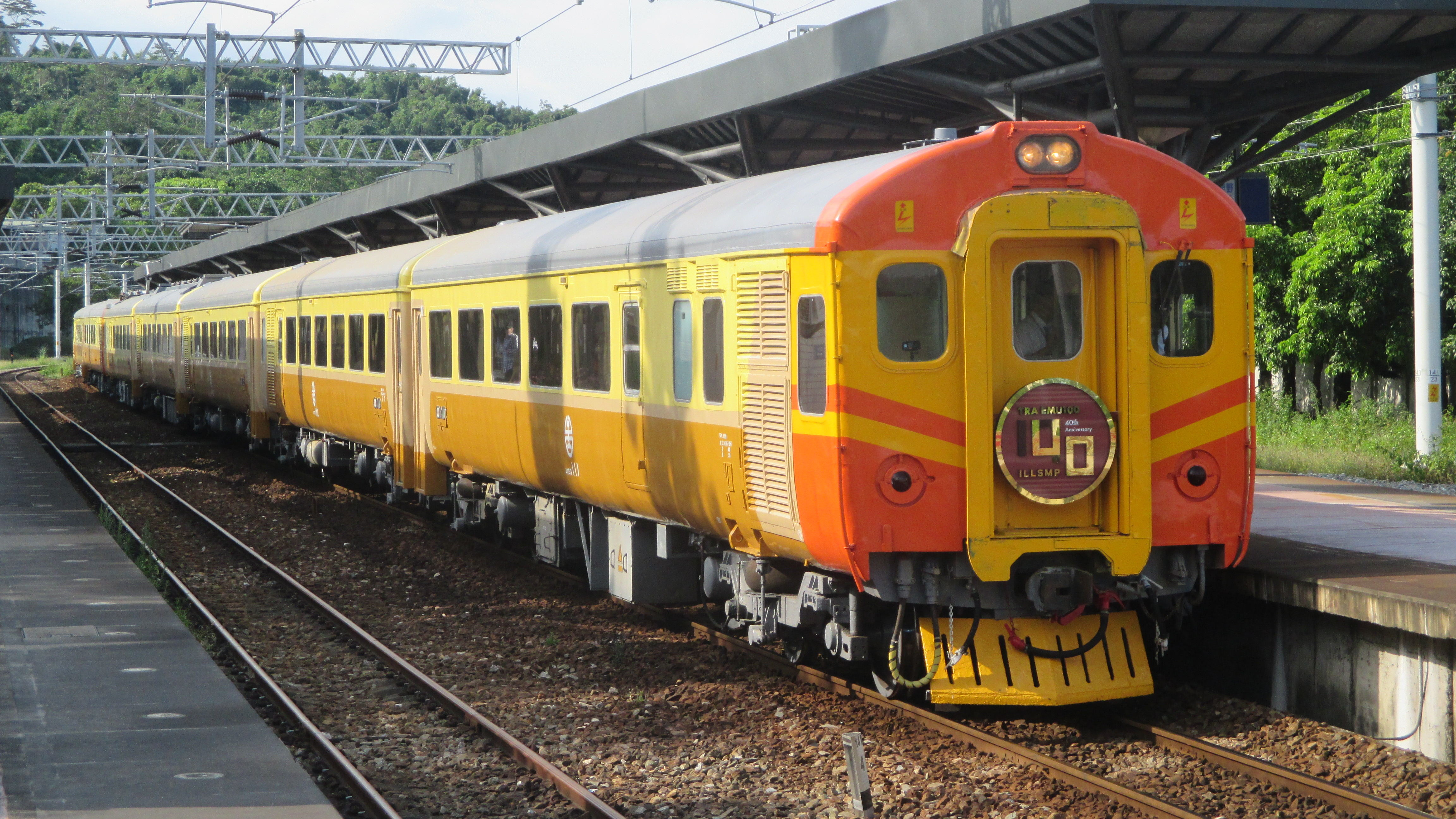
EMU100型40周年專車
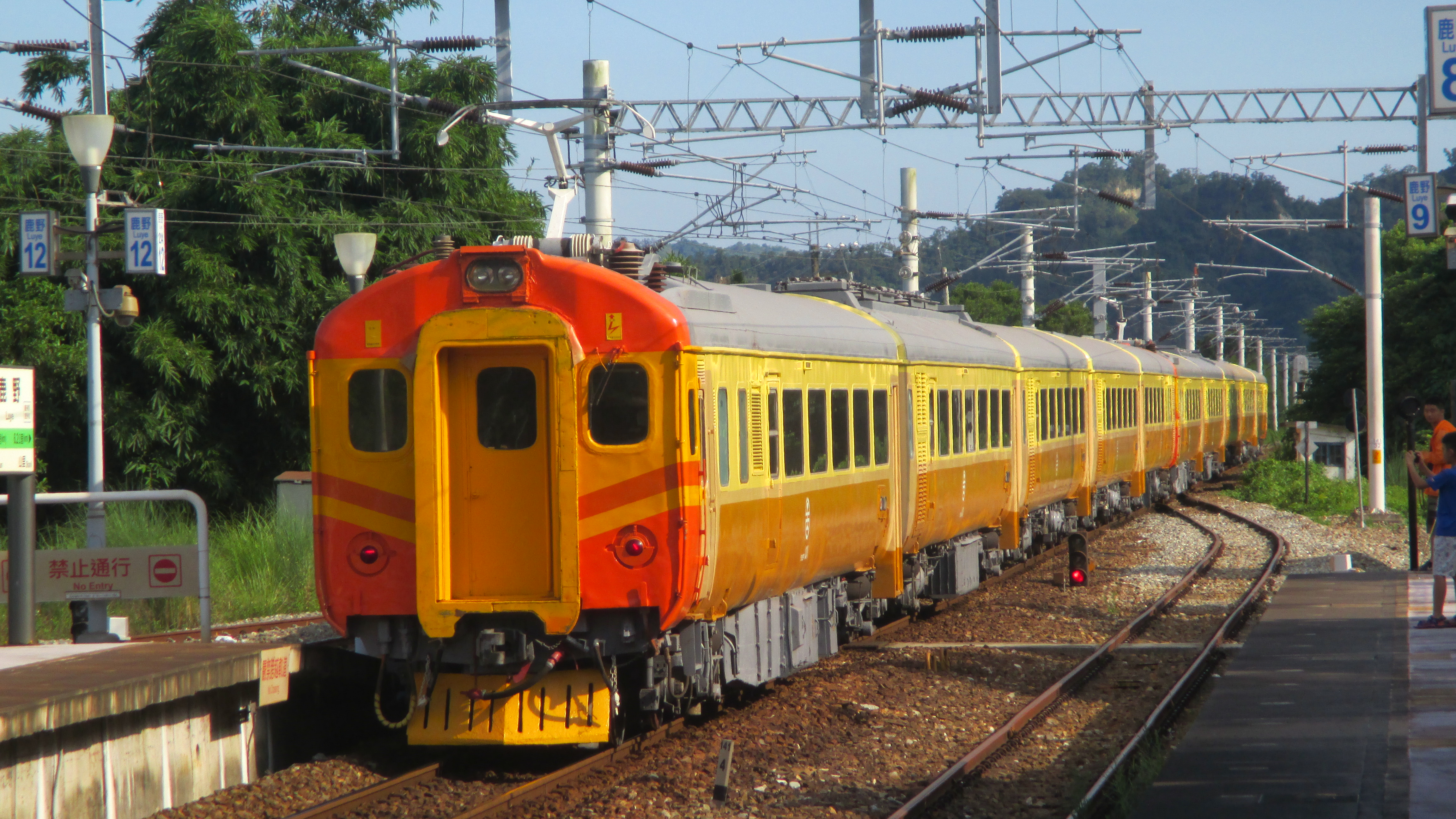
駛離鹿野站的的EMU100型電聯車
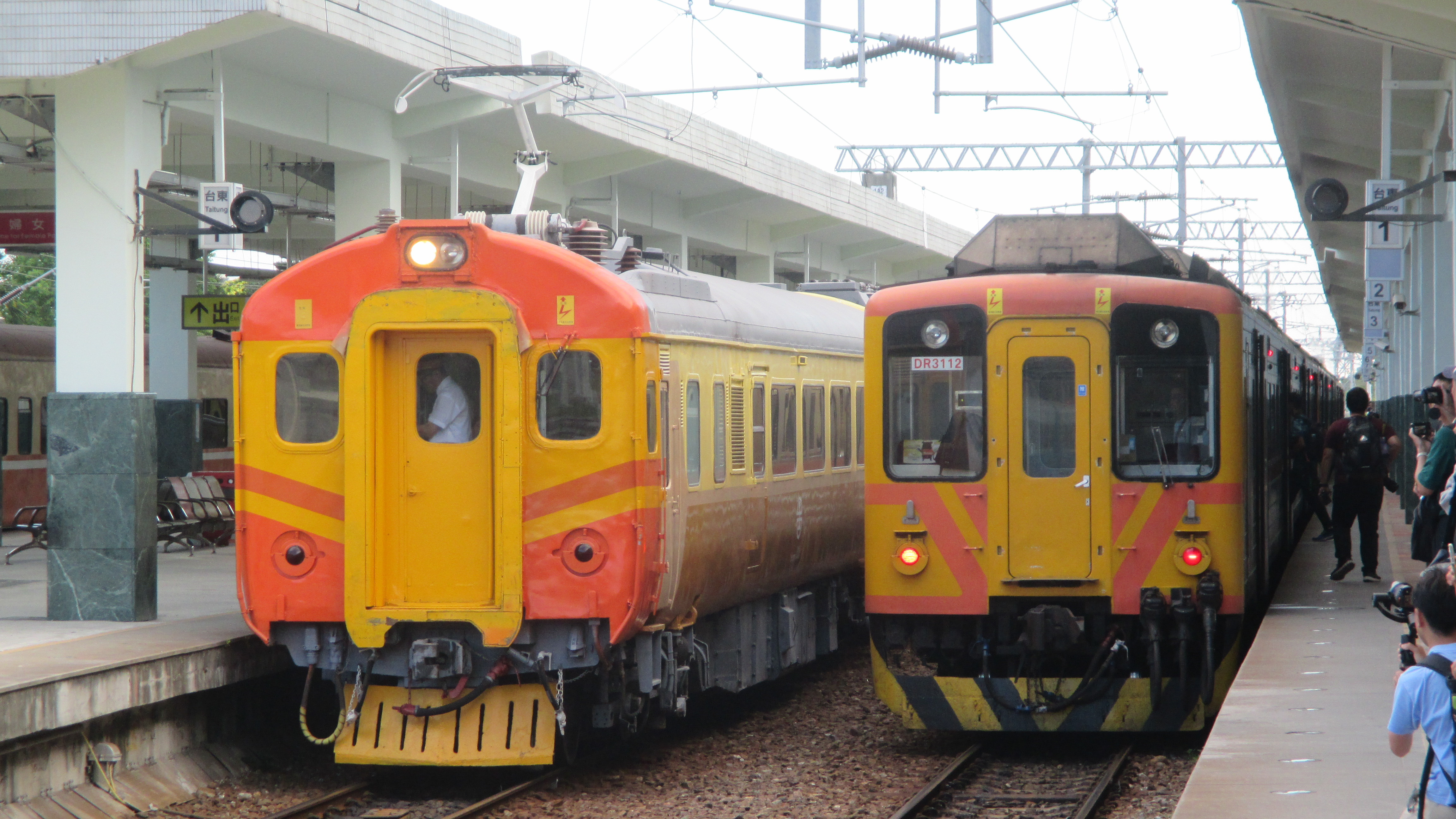
初代電聯車EMU100型（左）與最新柴聯車DR3100型（右）
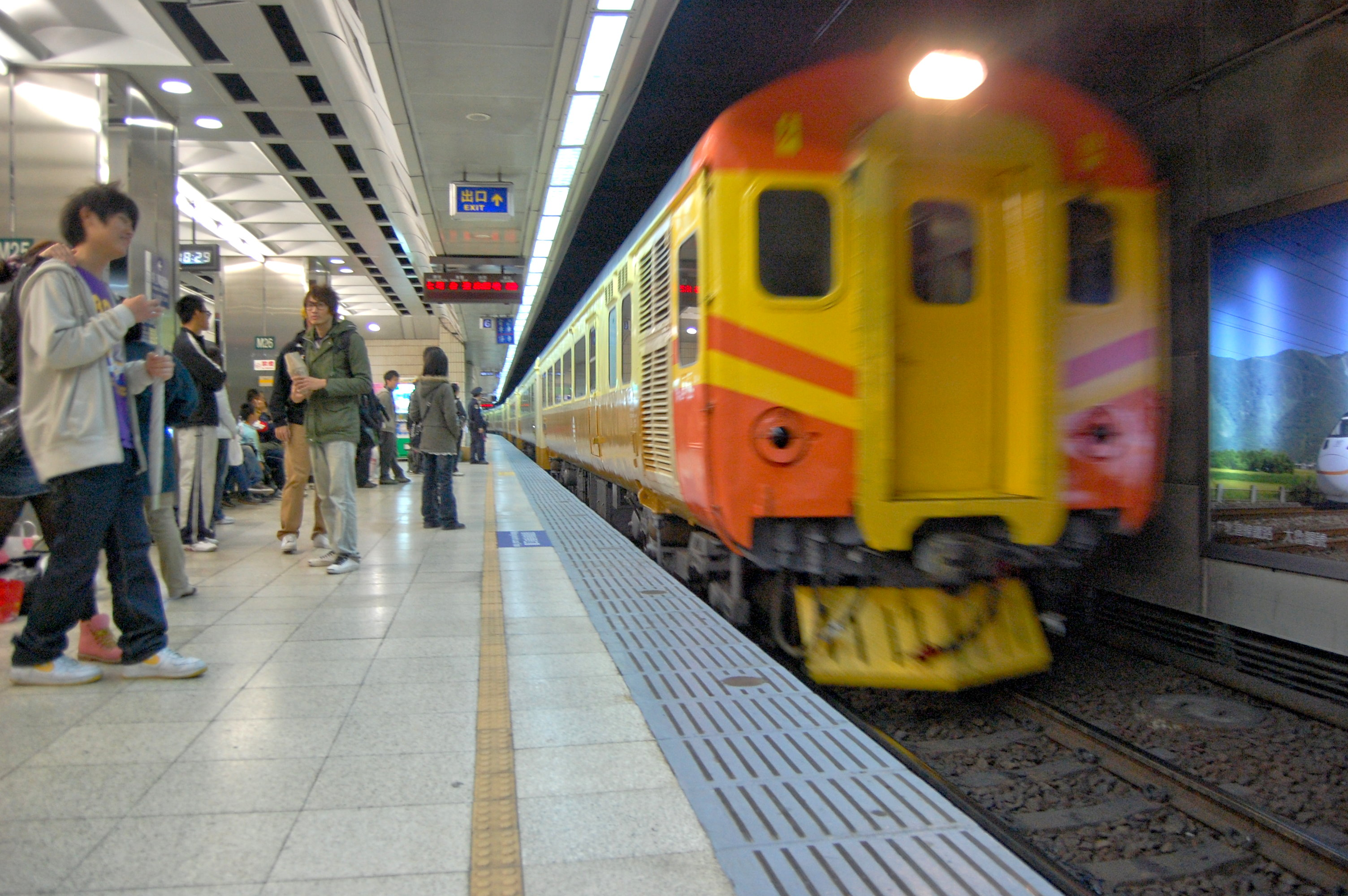
在台北地下車站

## 備註
1. ↑  動態保存車除外。
2. ↑  英國通用電氣公司（英語：General Electric Company plc）是英國一家以交通運輸、家用電器以及防衛性武器為主的大型公司，交通運輸被法國阿爾斯通公司併購後成立通用電氣阿爾斯通（GEC ALSTHOM）後在1999年停業。
3. ↑  西屋空氣制軔
公司（英語：Westinghouse Air Brake Company）；縮寫WABCO，台鐵將其譯為西屋西碼式。
4. ↑  歐洲鐵路交通管理系統（英語：European Rail Traffic Management System
5. ↑  台鐵在此事件後檢討平交道，並針對平交道問題做改善，原本的4級平交道（只有警示牌，無柵欄和平交道警示器）不是被封閉就是被強制升級為3級平交道。（有柵欄和平交道警示器）
6. ↑   註:

## 外部連結
- （繁體中文）Train Collection：元老級的自強號~EMU100 （页面存档备份，存于）
- （繁體中文）台鐵EMU100型電聯車座位配置圖 （页面存档备份，存于）(來源：台鐵座位配置圖（页面存档备份，存于）相簿)